# Amburgo
(Motto della città di Amburgo)
Amburgo (in tedesco Hamburg, AFI: [ˈhamˌbʊɐ̯k]; in basso tedesco Hamborg, AFI: [ˈhaˑmbɔːχ]) è una città-stato della Germania, in passato facente parte della Lega anseatica, posta sull'estuario del fiume Elba.
Con circa 1,91 milioni di abitanti è la seconda città più popolosa della Germania, dopo la capitale Berlino, ed è anche la città non-capitale più popolosa dell'Unione europea. Il porto di Amburgo è uno dei porti più importanti del mondo che, insieme all'aeroporto internazionale, rende Amburgo un importante centro logistico a livello mondiale.
Da un punto di vista economico, la metropoli è riconosciuta nel campo della tecnologia aerospaziale, della scienze della vita, della tecnologia dell'informazione, nonché per l'industria di beni di consumo e per i media. Dal 1996 Amburgo è anche sede del Tribunale internazionale del diritto del mare (TIDM). È stata proclamata Capitale verde europea per il 2011.
Amburgo, coerentemente con il suo passato anseatico, costituisce ancora oggi una città-Stato e si fregia ufficialmente del titolo di Freie und Hansestadt Hamburg [ˈfʁaɪ̯ə ʔʊnt ˈhansəˌʃtat ˈhambʊɐ̯k] ("Città libera e anseatica di Amburgo"). Nel 2019 uno studio della società di consulenza globale Mercer ha classificato Amburgo al diciannovesimo posto tra le 20 città del mondo con la miglior qualità della vita.

## Geografia fisica

### Posizione
Amburgo sorge sulle rive del fiume Elba (Elbe in tedesco) nel nordovest della Germania. È una città-Stato (Stadtstaat), situata fra i Länder della Bassa Sassonia (Niedersachsen) e lo Schleswig-Holstein.
Amburgo si trova nel punto in cui i fiumi Alster e Bille sfociano nell'Elba, che 110 km più a nord-ovest sfocia a sua volta nel Mare del Nord. È attraversata da una fitta rete di canali chiamati Fleete; il centro della città circonda due laghi artificiali formati dall'Alster: il lago Binnenalster (la parte di fiume che si trovava dentro le antiche mura della città), e il lago Außenalster (Alster esterno).
Il porto naturale si estende per tutta la larghezza dell'Elba principalmente sulla riva meridionale che fronteggia i quartieri di St. Pauli e Altona.
Le due rive del fiume sono collegate tramite ponti a est e tramite due tunnel.

### Comuni confinanti
Amburgo confina con trenta comuni, di cui ventidue nello Schleswig-Holstein e otto nella Bassa Sassonia:
- Schleswig-Holstein:
  - Circondario di Pinneberg: Wedel, Appen, Pinneberg, Schenefeld, Halstenbek, Rellingen, Ellerbek e Bönningstedt
  - Circondario di Segeberg: Norderstedt
  - Circondario dello Stormarn: Tangstedt, Jersbek, Ammersbek, Ahrensburg, Stapelfeld, Barsbüttel, Oststeinbek, Glinde e Reinbek
  - Circondario del ducato di Lauenburg: Wentorf bei Hamburg, Börnsen, Escheburg e Geesthacht
- Bassa Sassonia:
  - Circondario di Harburg: Drage, Winsen (Luhe), Stelle, Seevetal, Rosengarten e Neu Wulmstorf
  - Circondario di Stade: Jork e Buxtehude

### Clima
Amburgo ha un clima oceanico, influenzato dalla sua vicinanza alla costa e dalle influenze marittime che hanno origine nell'Oceano Atlantico. La posizione nel nord della Germania offre estremi superiori ai tipici climi marini, ma sicuramente nella categoria a causa dei venti occidentali prevalenti. Le zone umide vicine godono di un clima marittimo temperato. La quantità di nevicate è variata notevolmente negli ultimi decenni. Alla fine degli anni '70 e all'inizio degli anni '80 si sono verificate talvolta abbondanti nevicate, mentre gli inverni degli ultimi anni sono stati meno freddi, con nevicate di pochi giorni all'anno.
I mesi più caldi sono giugno, luglio e agosto, con temperature elevate comprese tra 20,1 e 22,5 °C (68,2 e 72,5 °F). I mesi più freddi sono dicembre, gennaio e febbraio, con temperature minime di tra i -0,3 e i −1,0 °C (31,5-33,8 °F).
| Amburgo             | Mesi | Mesi | Mesi | Mesi | Mesi | Mesi | Mesi | Mesi | Mesi | Mesi | Mesi | Mesi | Stagioni | Stagioni | Stagioni | Stagioni | Anno |
| Amburgo             | Gen  | Feb  | Mar  | Apr  | Mag  | Giu  | Lug  | Ago  | Set  | Ott  | Nov  | Dic  | Inv      | Pri      | Est      | Aut      | Anno |
| ------------------- | ---- | ---- | ---- | ---- | ---- | ---- | ---- | ---- | ---- | ---- | ---- | ---- | -------- | -------- | -------- | -------- | ---- |
| T. max. media (°C)  | 2,3  | 3,1  | 7,3  | 12,6 | 17,5 | 20,7 | 22,4 | 22,1 | 18,8 | 12,9 | 7,3  | 3,9  | 3,1      | 12,5     | 21,7     | 13,0     | 12,6 |
| T. min. media (°C)  | −2,6 | −2,6 | −0,3 | 3,0  | 6,6  | 9,9  | 12,2 | 11,9 | 9,1  | 5,4  | 2,3  | −0,6 | −1,9     | 3,1      | 11,3     | 5,6      | 4,5  |
| Precipitazioni (mm) | 59   | 42   | 52   | 46   | 56   | 71   | 78   | 79   | 64   | 58   | 63   | 70   | 171      | 154      | 228      | 185      | 738  |

## Storia

### Etimologia
È citata anticamente dal geografo Claudio Tolomeo come Treva. Amburgo deve il suo nome al primo edificio permanente nella zona, un castello costruito a protezione di un battistero, a sua volta costruito nell'810 su ordine dell'imperatore Carlo Magno. La fortificazione (Hammaburg) sorgeva sul fondo di una palude fra l'Alster e l'Elba e fungeva da difesa contro le invasioni slave. Il nome del castello era Hammaburg, dove la parola burg ha il significato di castello. La parola Hamma rimane di origine incerta. L'alto tedesco antico include sia la parola hamma, angolo, sia hamme, pascolo. Angolo potrebbe riferirsi a una striscia di terra o a una curva del fiume. In ogni caso la lingua parlata al tempo nella zona potrebbe non essere stato il tedesco antico, dato che in seguito vi si parlava il dialetto basso sassone.
Altre teorie sostengono che l'origine del nome del castello sia da individuarsi in un'ipotetica foresta di Hamma, o nel villaggio di Hamm, inglobato più tardi nella città. La parola Hamm come nome di località ricorre molto spesso in Germania, ma il suo significato è altrettanto incerto. Potrebbe avere a che fare con heim e Amburgo potrebbe trovarsi nel territorio degli antichi Camavi. Comunque, una derivazione diretta dal termine heim (casa, città d'origine) sembra essere troppo azzardata, dal momento che il nome fu attribuito alla città dopo il castello. Un'altra teoria sostiene che il nome di Amburgo provenga dal termine ham che è il termine in antico sassone per riva.

### Dalla Preistoria al Medioevo
I primi coloni della zona erano una società di cacciatori e raccoglitori del tardo Paleolitico superiore e del Neolitico, con diverse testimonianze archeologiche documentate nelle aree di Wellingsbüttel, Meiendorf e Rahlstedt dal 20.000 all'8000 a.C.. Nel 4000 a.C. si registrano i primi insediamenti permanenti nella zona di Fischbeker Heide. La cultura dei cacciatori prende il nome di cultura di Amburgo.
Nell'808 d.C. l'imperatore Carlo Magno fece costruire un castello per difendersi dalle intrusioni slave e vichinghe. Nell'anno 831 il figlio dell'imperatore, Ludovico il Pio, fece creare e consacrare la diocesi di Amburgo. La città nell'834 fu poi designata sede di un vescovato. Il vescovo Sant'Oscar divenne noto come l'Apostolo del Nord. Nell'845 una flotta di 600 navi vichinghe arrivò ad Amburgo risalendo il corso dell'Elba e la distrusse. Al tempo la città contava circa 500 abitanti. Due anni dopo Amburgo fu riunita con Brema nel vescovato di Amburgo-Brema.

Bandiera di Amburgo, città anseatica (XIII secolo)

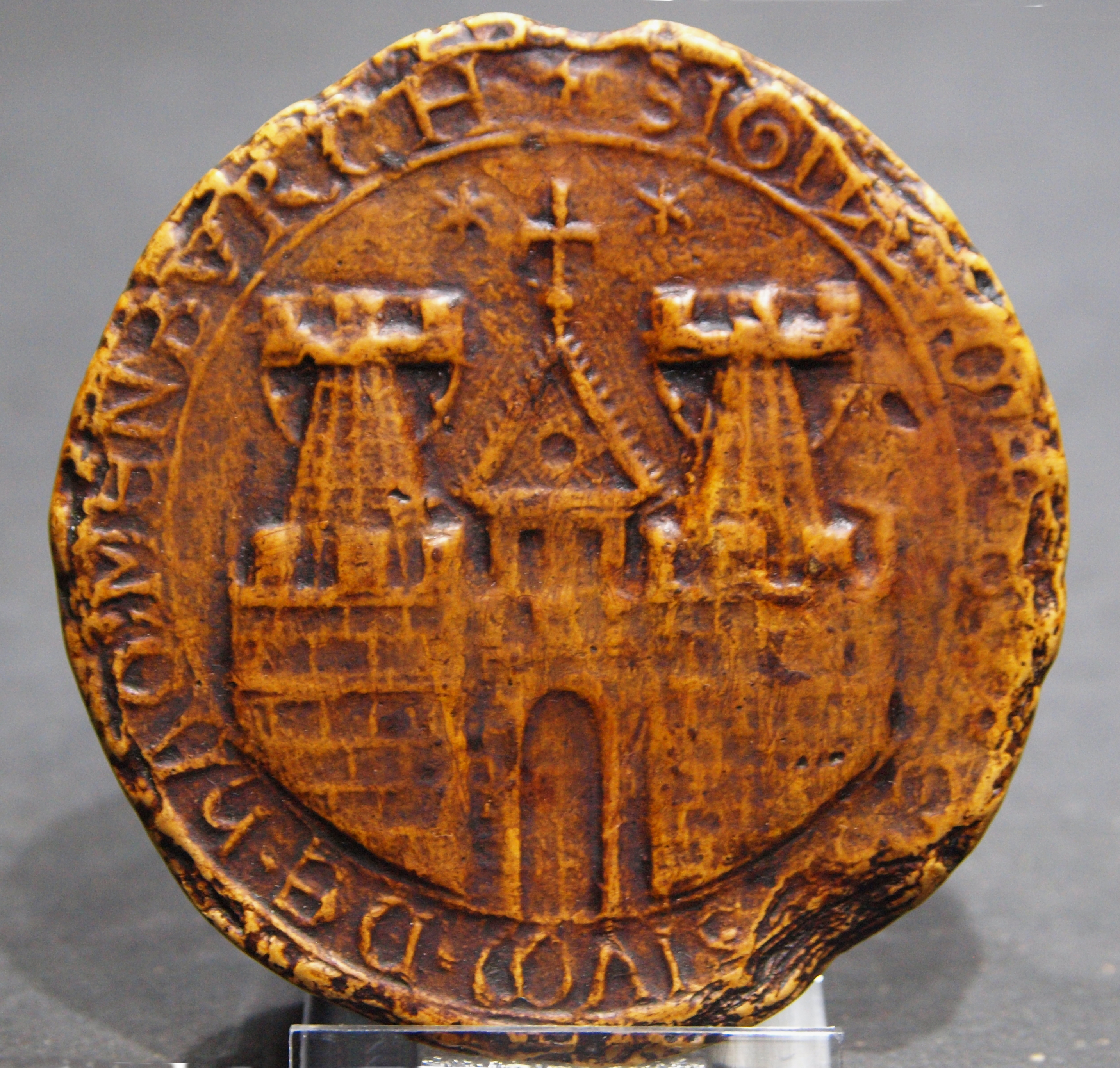
Sigillo del 1241

Nel 983 la città fu di nuovo distrutta da Mstivoj, re degli Abodriti. Nel 1030, fu data alle fiamme da re Mieszko II Lamberto di Polonia. Dopo le ulteriori invasioni del 1066 e del 1072 il vescovo si stabilì definitivamente a Brema.
La carta del 1189 di Federico I detto il Barbarossa garantì ad Amburgo lo stato di città libera dell'Impero con l'esenzione dal pagamento delle tasse doganali, oltre al diritto di commerciare a sud dell'Elba fino alla foce. La veridicità di tale documento è stata messa in discussione, dato che in quell'anno il sovrano era impegnato nella Terza crociata da cui non sarebbe più tornato. In ogni caso, il documento, datato 7 maggio 1189, rimase valido fino al 1888, anno in cui avvenne l'unione doganale di Amburgo con l'Impero tedesco. Il 7 maggio 1189 è considerata tutt'oggi la data di fondazione del porto e ogni anno viene celebrata l'Hafengeburtstag, una delle più grandi feste portuali del mondo. La franchigia doganale, unita alla vicinanza alle principali rotte commerciali del Mare del Nord e del Mar Baltico, fecero in breve tempo di Amburgo il maggior porto dell'Europa settentrionale. Nel 1241, con la sua alleanza commerciale con Lubecca, Amburgo entrò a far parte della Lega Anseatica. Nel 1270, l'avvocato del senato di Amburgo, Jordan von Boitzenburg, scrisse la prima descrizione del diritto civile, penale e processuale di una città tedesca in lingua tedesca, l'Ordeelbook (Ordeel: sentenza). Il 10 agosto 1410, i disordini civili costrinsero a un compromesso (tedesco: Rezeß, che letteralmente significa: ritiro). Questa è considerata la prima costituzione di Amburgo.

### Epoca Moderna
Nel 1529 la città abbracciò il luteranesimo e successivamente accolse profughi protestanti provenienti dai Paesi Bassi e dalla Francia. In quel periodo, Amburgo era sotto la sovranità danese, pur continuando a far parte del Sacro Romano Impero come Città Libera Imperiale.

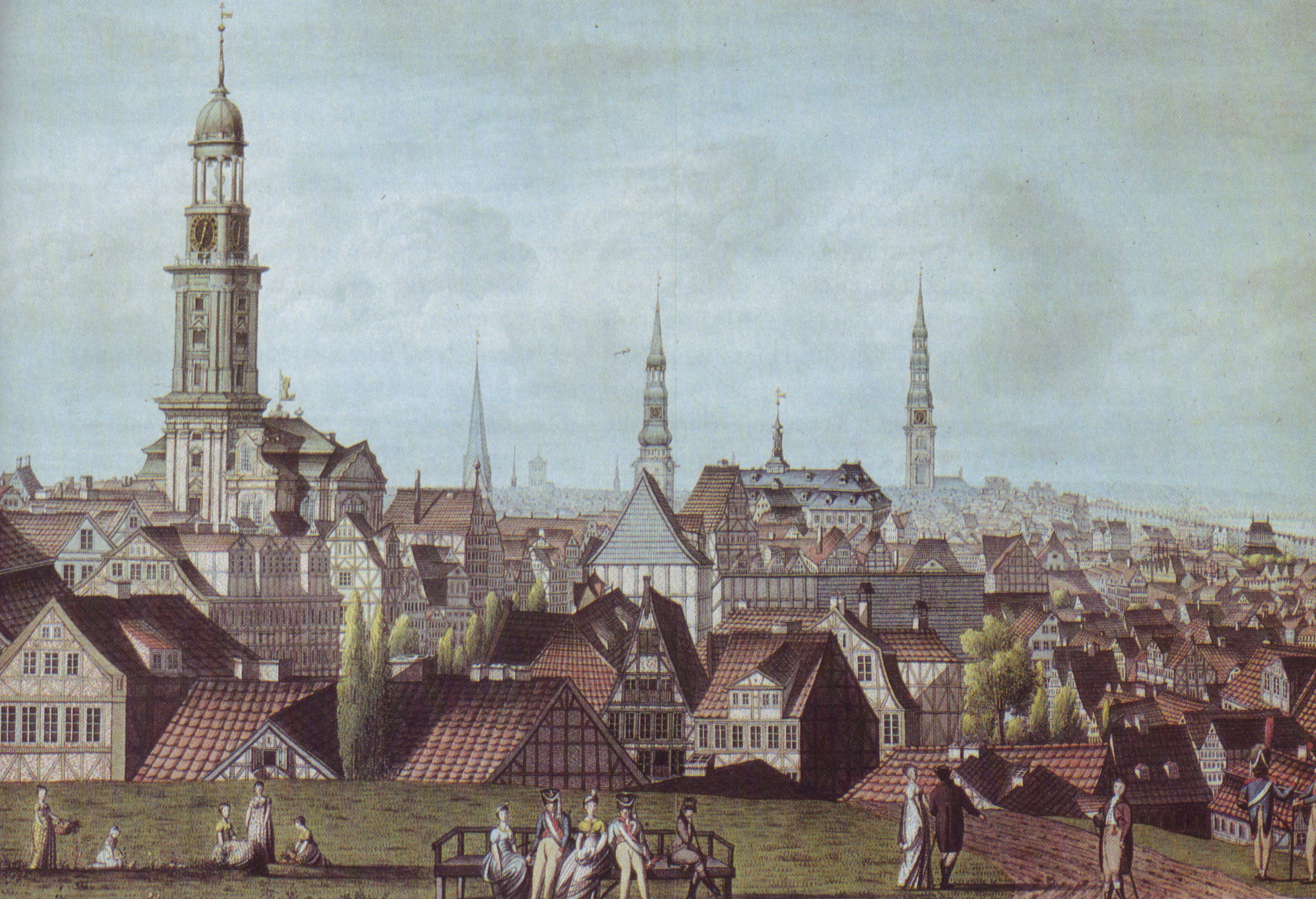
Amburgo nel 1811

Per un breve periodo (1810-14) fu annessa alla Francia sotto Napoleone. Per oltre un anno subì l'assedio delle potenze alleate (principalmente Impero russo, Svezia e Prussia). Le forze russe, sotto il comando del generale Bennigsen liberarono la città nel 1814. Durante la prima metà del XIX secolo, principalmente nella poesia e nella letteratura romantica, emerse la figura di Hammonia, una dea il cui nome è il nome latino della città di Amburgo, e che ne divenne la patrona e il simbolo dello spirito cittadino del periodo. Amburgo conobbe il suo periodo di maggior crescita durante la seconda metà del XIX secolo, quando la sua popolazione crebbe di oltre quattro volte fino a raggiungere gli 800 000 abitanti e diventando il terzo porto d'Europa grazie alle rotte commerciali sull'Atlantico.
Nel 1842, circa un quarto della città vecchia fu distrutto in quello che sarà in seguito sempre ricordato come il Grande Incendio. L'incendio ebbe inizio nella notte del 4 maggio e fu domato soltanto l'8 maggio. Andarono distrutte tre chiese, il municipio e un numero indefinito di altri edifici. Vi persero la vita 51 persone e 20 000 rimasero senza tetto. La ricostruzione durò oltre 40 anni.

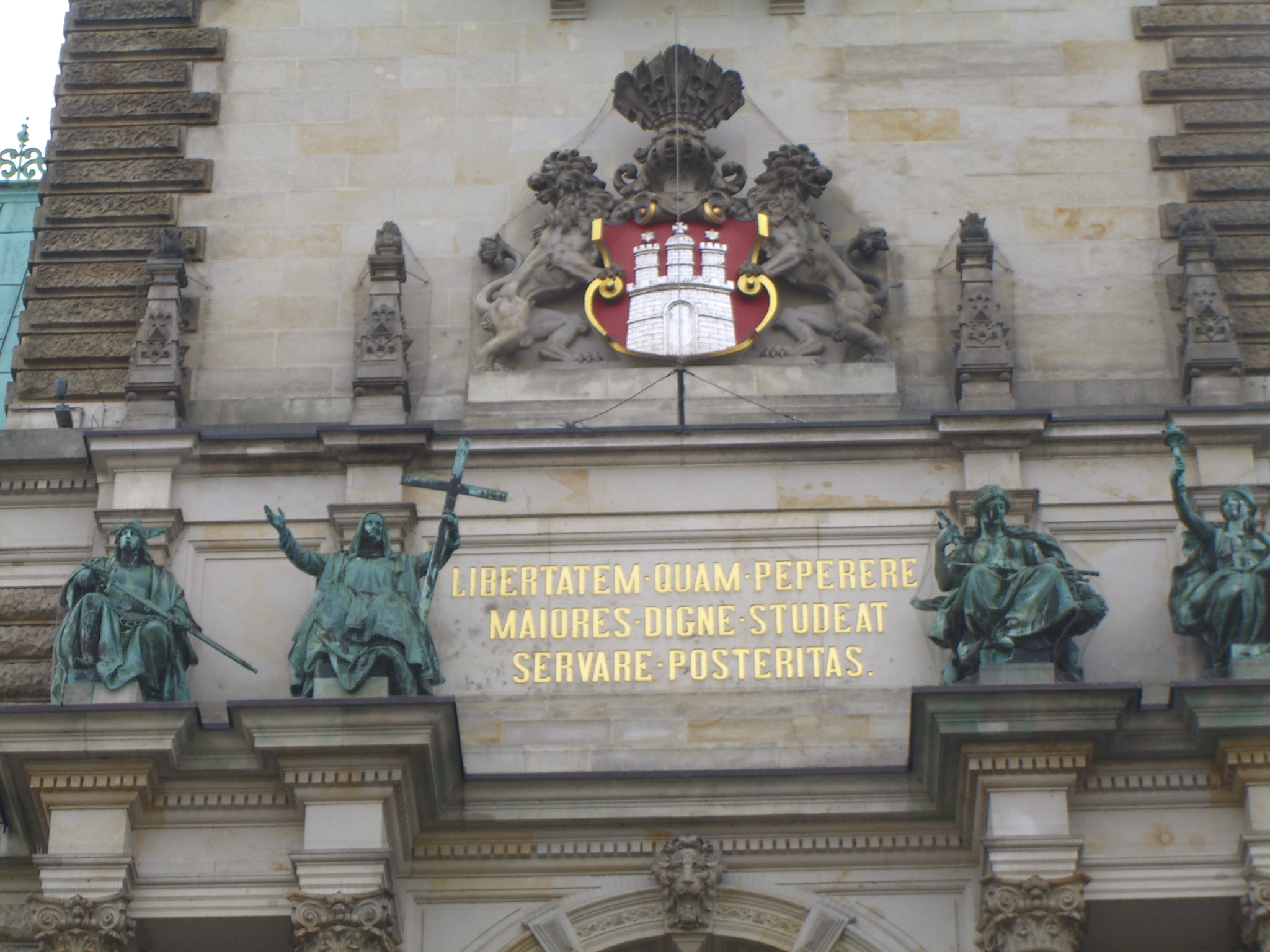
Il motto di Amburgo sopra l'ingresso principale del Municipio di Amburgo

Sotto la direzione di Albert Ballin la Hamburg America Line divenne, a cavallo del secolo, la più grande compagnia di trasporti transatlantici, e Amburgo divenne sede di numerose compagnie di trasporti diretti verso il Sud America, l'Africa, l'India e l'Asia orientale. La città diventò una metropoli cosmopolita basata sul commercio globale. Era anche il porto più utilizzato da tedeschi e europei dell'Est per emigrare nel Nuovo Mondo e fu sede di numerose comunità di commercio da tutto il mondo (sorse ad esempio una piccola Chinatown ad Altona).
Nel 1903, fu inaugurato ad Amburgo da Paul Zimmermann il Freilichtpark, primo club nudista organizzato. La sede del club era localizzata in un lago formato dal fiume Alster nella parte meridionale della città, adiacente a una spiaggia balneare.
Dopo la prima guerra mondiale la Germania perse le sue colonie e conseguentemente Amburgo perse molte delle sue rotte commerciali. La città è stata sede del Partito Nazionalsocialista Tedesco dei Lavoratori ed è stata il luogo dove hanno giurato molti gerarchi nazisti, fra cui Reinhard Heydrich il 1º luglio del 1931. Nel 1938 i confini della città, entrata nel novero delle c.d. Führerstadt per l'importanza giocata nel disegno politico della Germania nazista, furono estesi con l'Atto della Grande Amburgo, a includere Wandsbek, Harburg, Wilhelmsburg e Altona.

### La tempesta di fuoco del 1943
Durante la seconda guerra mondiale Amburgo fu sottoposta a una serie di devastanti raid aerei. Le incursioni alleate mediante il maximum use of fire voluto da Winston Churchill raggiunsero il culmine con gli attacchi su Dresda e Amburgo, che insieme a Tokyo e ai bombardamenti atomici rappresentano il più alto livello distruttivo mai sperimentato dalle armi. La tecnica accuratamente studiata dagli inglesi mise a punto un particolare tipo di bombardamento che mediante studi e tecniche particolari (spezzoni incendiari da 4 libbre, sganci a grappolo, studi sull'impianto topografico dei centri storici facilmente infiammabili, situazione meteorologica, ecc.) poteva innescare un'unica e gigantesca tempesta di fuoco autonoma per almeno trenta minuti. Lo stesso Arthur Harris, capo del Bomber Command, battezzò l'attacco su Amburgo col nome di "Gomorra", dando a intendere quali fossero le intenzioni circa il destino della città.
La notte del 28 luglio 1943 si generarono colpi di vento infuocato a 75 metri al secondo. Le case bruciarono per il solo effetto del calore e circa 40 000 persone perirono. I cadaveri vennero ritrovati soprattutto nei rifugi sotterranei, come nelle cantine, a causa del monossido di carbonio. Alla fine della guerra, la città era ridotta a 43 milioni di metri cubi di macerie (compreso il centro storico), pur non raggiungendo la totalità della distruzione come invece accadde a Dresda, Colonia e Norimberga.

### Dal secondo dopoguerra agli anni 2000
Nel dopoguerra, la Cortina di ferro - a soli 50 km a est di Amburgo - separò la città dalla maggior parte del suo retroterra e ridusse ulteriormente l'attività di commercio globale. Il 16 febbraio del 1962 una forte tempesta fece raggiungere all'Elba il livello massimo storico, inondando un quinto di Amburgo e provocando la morte di oltre 300 persone.
Dopo la riunificazione tedesca nel 1990 e l'ingresso di alcuni paesi dell'Europa orientale e dei Paesi Baltici all'Unione europea nel 2004, Amburgo e il suo porto cominciarono a coltivare l'ambizione di riconquistare il primato come porto per le navi da container e centro di scambi commerciali. A partire dalla riunificazione la regione metropolitana di Amburgo è cresciuta di circa 400 000 abitanti; nel 2007 la sua popolazione ammontava a circa 4,3 milioni di persone.
Amburgo è la città con più ponti al mondo (circa 2 300). La maggior parte di essi attraversa i numerosissimi canali (chiamati Fleete) che si diramano dai laghi artificiali Außenalster e Binnenalster. Ad Amburgo si trova la più grande fabbrica tedesca dell'Airbus, con oltre 11 000 dipendenti.
Tra il 1960 e il 1962 i Beatles, allora agli esordi, si esibirono in parecchi locali nel quartiere di Reeperbahn. Ciò è tuttora considerato un vanto per Amburgo. Sono originari di Amburgo moltissimi gruppi power metal, movimento derivante dal più classico heavy metal, attivi da fine anni ottanta quali Gamma Ray e Helloween.
Da centinaia di anni i cigni che frequentano la città (detti Alsterschwäne, "cigni dell'Alster") sono particolarmente protetti e tutelati, sia dalla popolazione sia dalle leggi, e il loro speciale accudimento nel periodo invernale è una delle caratteristiche celebri di Amburgo.

### Simboli
Amburgo ha tre stemmi, tre bandiere, un simbolo, un logo e uno stendardo. Il simbolo rappresentato nella bandiera e nello stemma risale al XII-XIII secolo ed è un castello argento in campo rosso: i colori sono quelli della Lega Anseatica. La torre centrale con una croce identifica la cattedrale medievale dedicata alla patrona della città, il Mariendom. Le due stelle sopra le torri laterali vengono chiamate appunto "stelle di Maria". In origine il castello era rosso e il campo argento: l'attuale colorazione venne decretata dal Senato di Amburgo nel 1751. Anche la forma delle torri e del portale sono cambiate nel corso degli anni: a volte il portale era aperto, altre chiuso, in alcuni casi con la grata, in altri senza. Nel 1834/1835 si adottò come modello base il sigillo medievale del Senato.
Esiste anche un simbolo "grande" (grandi armi), utilizzabile solo dagli appartenenti al senato e al consiglio di Amburgo, in cui il simbolo viene sostenuto da due leoni d'oro.

## Monumenti e luoghi d'interesse

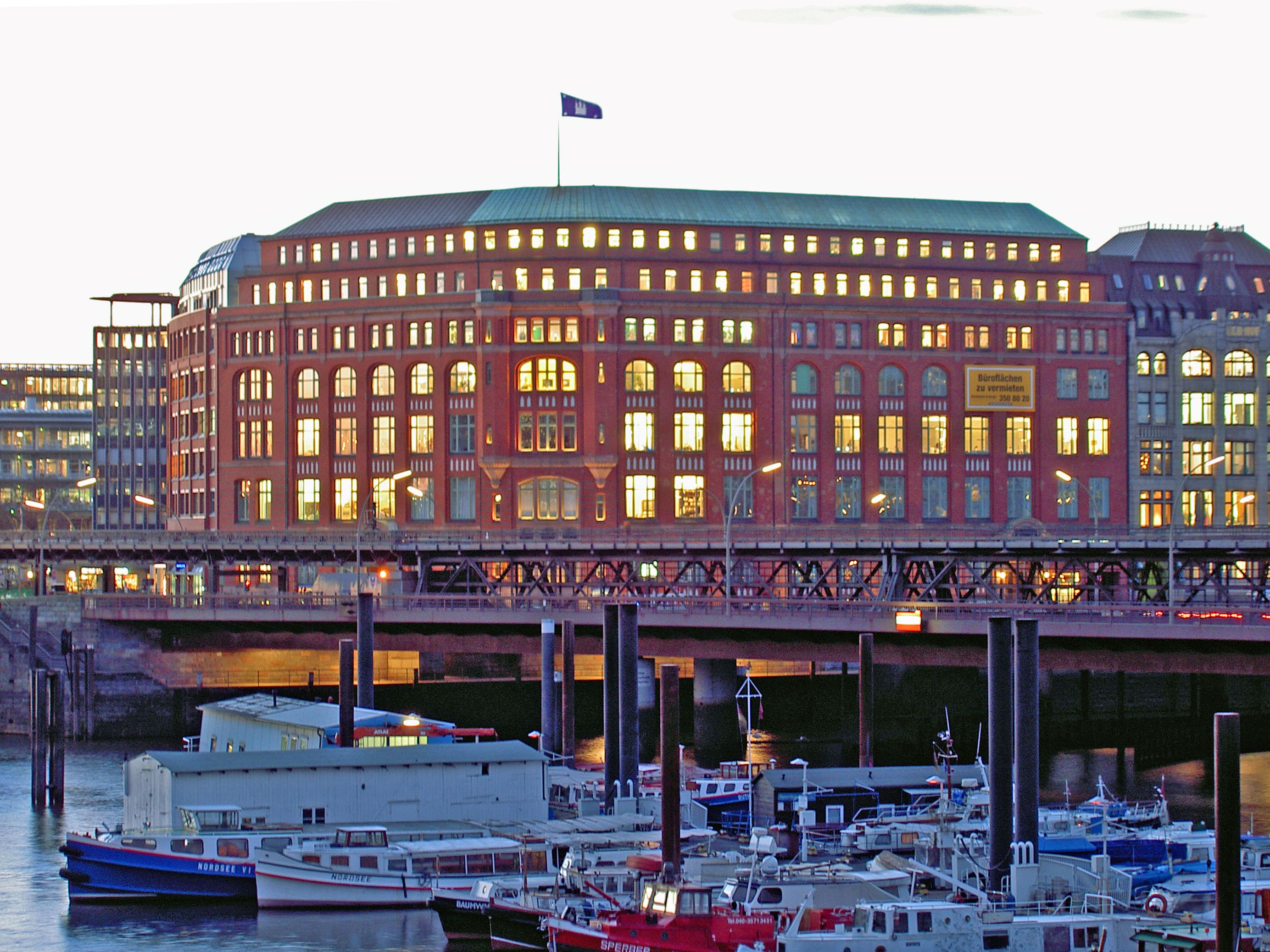
Il canale Alsterfleet si congiunge con l'Elba

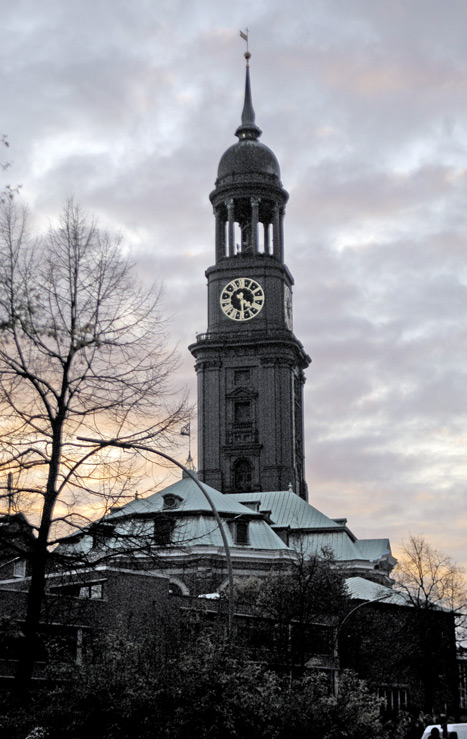
Chiesa di San Michele. La chiesa è tra i luoghi presenti nel film La gabbianella e il gatto. Il campanile è il luogo da cui la gabbianella Fifì spicca il volo alla fine del film.

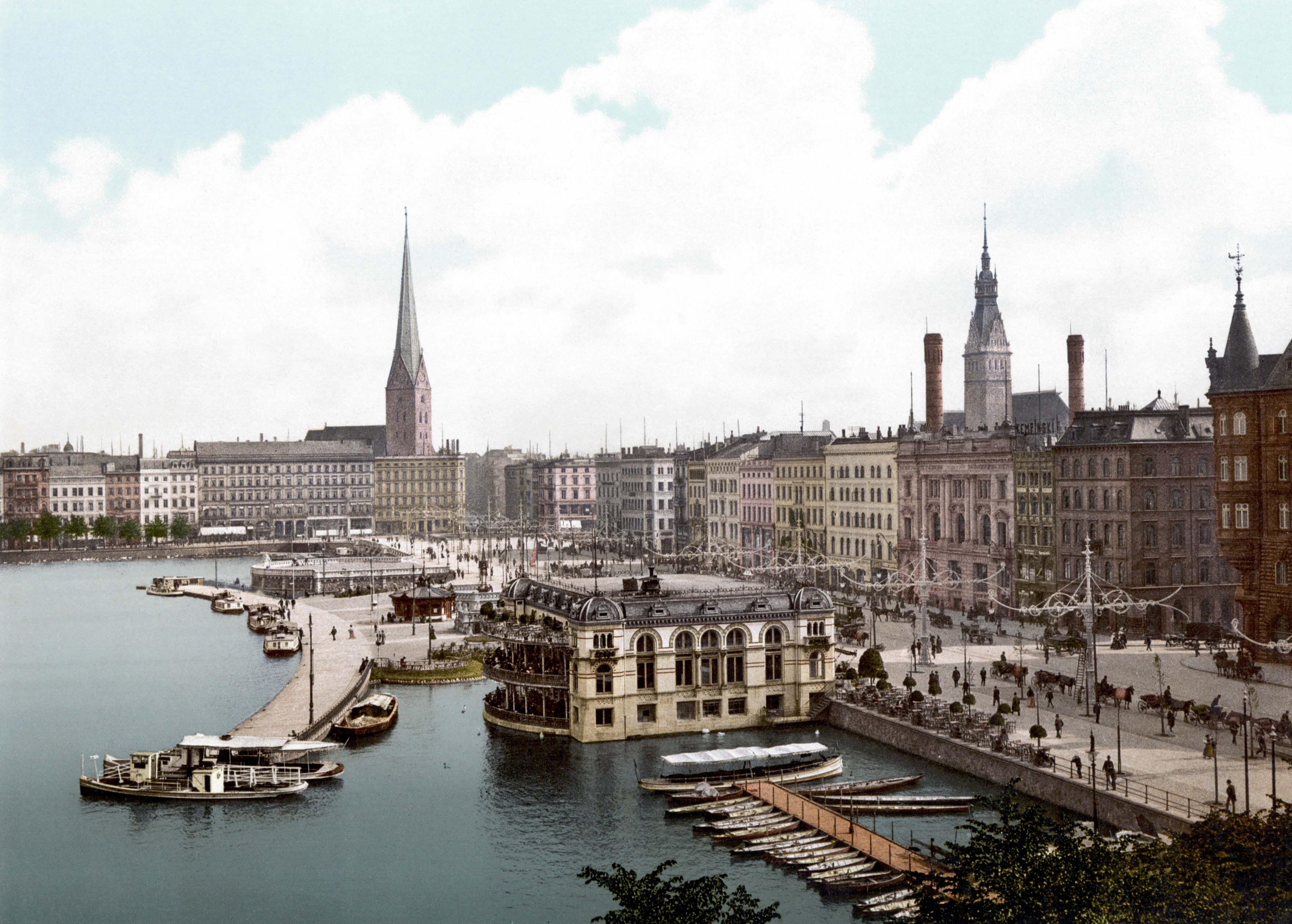
Jungfernstieg - 1895

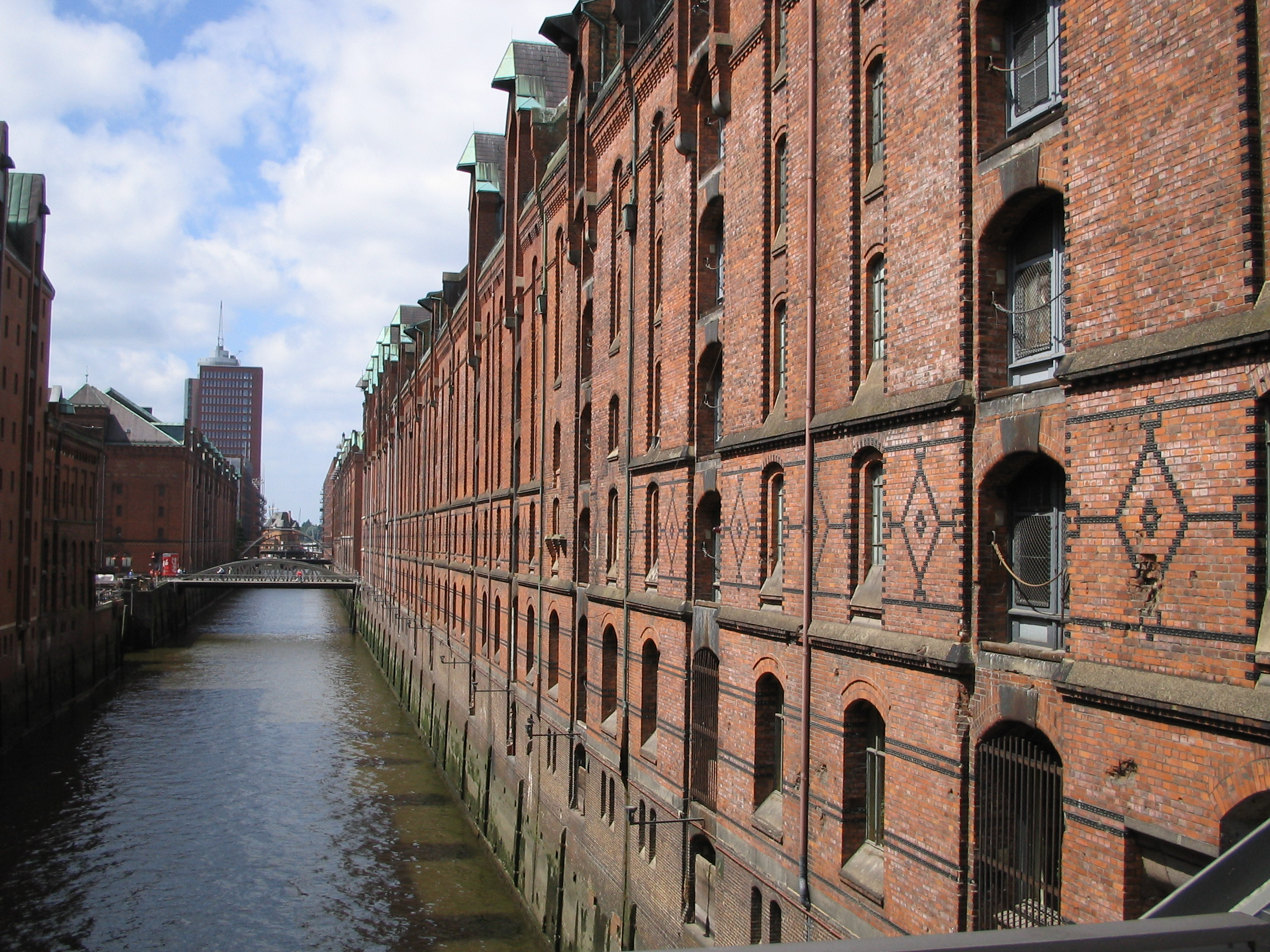
Speicherstadt, il vecchio porto

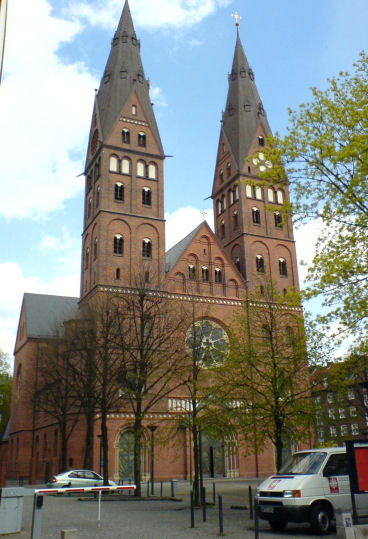
Cattedrale cattolica di Santa Maria

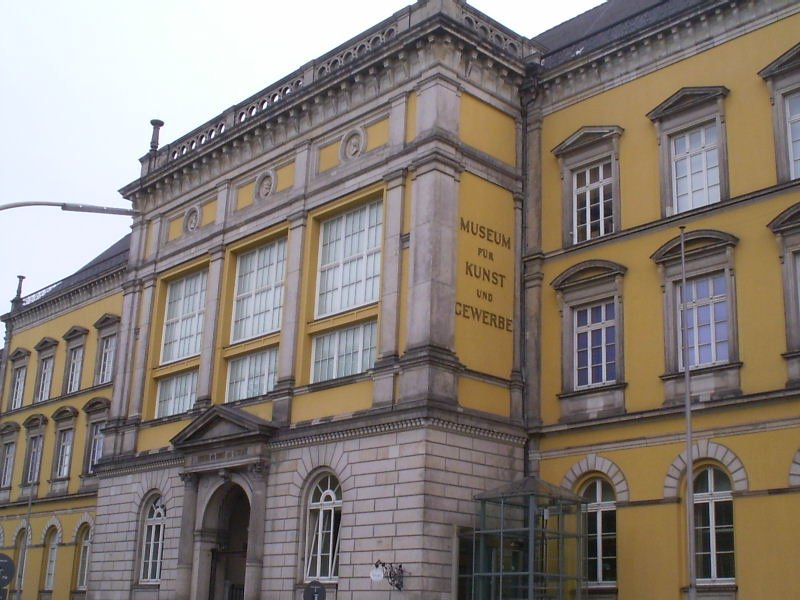
Museo delle Arti Applicate

### Architetture civili
- La grande piazza Rathausmarkt con il municipio (Hamburger Rathaus);
- Il porto (Hafen), con i St. Pauli-Landungsbrücken (pontili e imbarcaderi di San Paolo);
- Außenalster, un lago artificiale di 164 ettari alimentato dal fiume Alster;
- Binnenalster, un lago artificiale più piccolo (18 ettari) alimentato anch'esso dal fiume Alster;
- Speicherstadt, la "città dei magazzini";
- Heiligengeistfeld e la piazza Millerntor;
- La Jungfernstieg, celebre via per lo shopping, con molti negozi "alla moda";
- La Elbchaussee, la più lunga strada di Amburgo (8,6 km), che segue il corso dell'Elba;
- Nikolaifleet, con il Trostbrücke e la nave-teatro Das Schiff;
- Le Krameramtsstuben;
- Il nuovo quartiere HafenCity con la sua architettura moderna;
- Distretto di Kontorhaus, parte della Altstadt, bene inserito nella lista dei Patrimoni dell'umanità dell'Unesco;
- Il quartiere Blankenese, con le antiche case dei pescatori.

### Architetture religiose
- St. Michaelis (chiesa di San Michele);
- St. Marien-Dom (cattedrale cattolica di Santa Maria);
- Chiesa di San Nicola (chiesa di San Nicola);
- Chiesa di Santa Caterina, chiesa evangelica e più antico edificio della città ancora in uso
- Hauptkirche Sankt Petri, chiesa evangelica dedicata a San Pietro apostolo
- Jacobikirche (chiesa di San Giacomo), che conserva un pregevole organo monumentale opera di Arp Schnitger;

### Blue goal

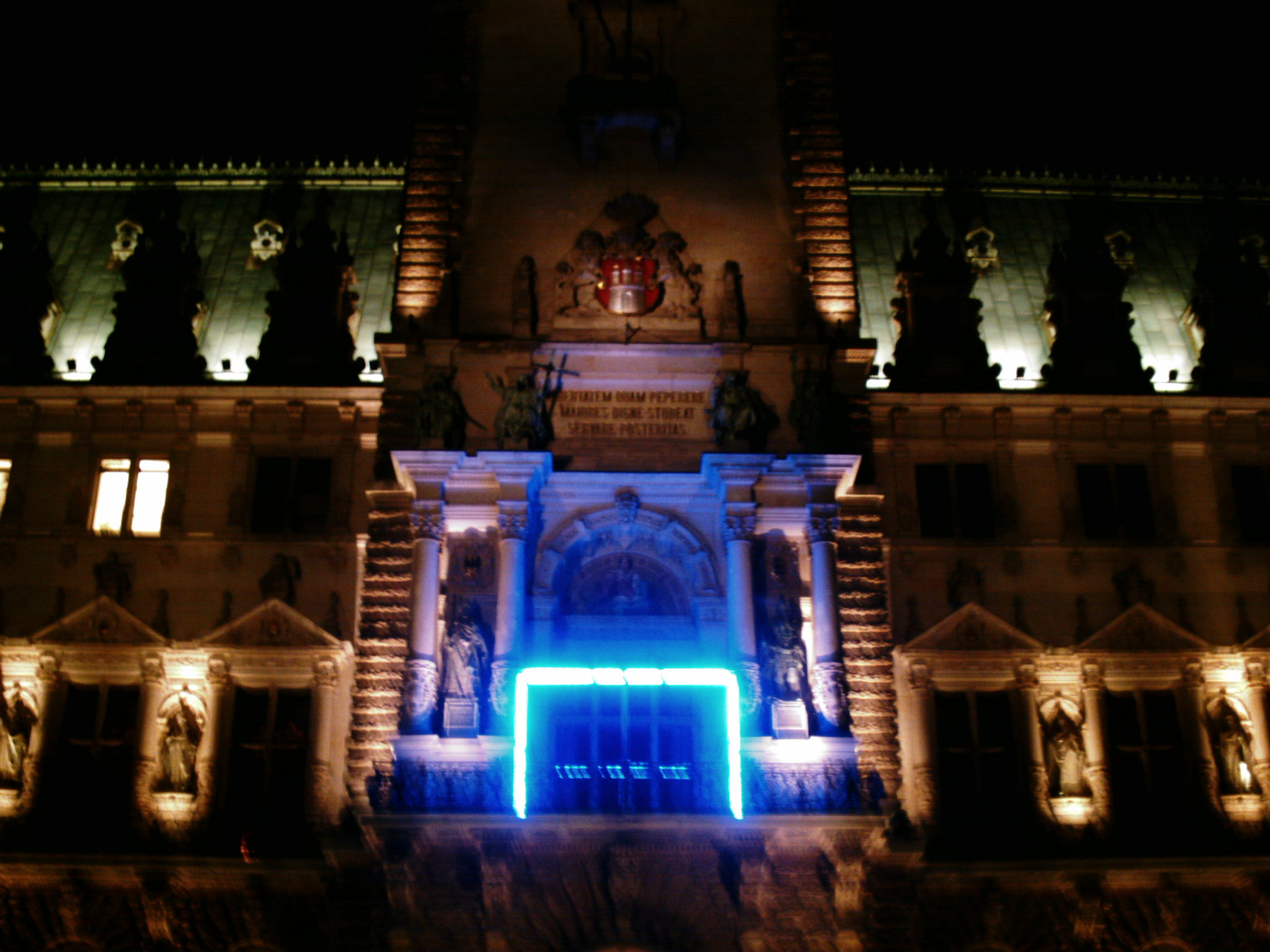
Blue Goal sul Municipio di Amburgo

I blue goal erano una installazione luminosa ad Amburgo creata in occasione dei campionati mondiali di calcio 2006. Responsabile per questo progetto è stato l'artista Michael Batz. L'installazione consisteva in circa 150 porte calcistiche (senza rete) costituite da traverse in alluminio con lampade al neon blu. Le porte avevano dimensioni differenti, a seconda della loro posizione: la più grande aveva una dimensione di 80 metri (larghezza) per 30 metri (altezza). La prima blue goal fu installata il 20 giugno 2005 e da allora si susseguirono le installazioni nei punti più importanti della città e sugli edifici più famosi, quali lo storico municipio. A partire dal 9 giugno 2006 le blue goal erano unite nella notte da fasci di luce laser.
Ora queste attrazioni sono state rimosse.

## Società

### Evoluzione demografica
Evoluzione demografica di Amburgo dal 1200 al 2000.
|  |

La popolazione della città nel 2006 era di 1 754 181 abitanti in un'area di 755,3 km² dando come risultato una densità di popolazione di 2322 ab./km². L'area metropolitana di Amburgo si estende per 19000 km² ed è abitata da più di 4 300 000 abitanti.
I residenti stranieri nel 2006 erano 257 060 (il 14,8% della popolazione) dei quali la maggior parte erano di origine turca (58 154, il 22,6% del totale), polacchi (20 743), inglesi (4 046), statunitensi (4 369) e spagnoli (3 145).

### Religione
Il 65,2% della popolazione non è religiosa o aderisce a religioni diverse dalla Chiesa evangelica o dal cattolicesimo.
Nel 2018, il 24,9% della popolazione apparteneva alla Chiesa evangelica luterana dell'Elba settentrionale, il corpo religioso più numeroso, e il 9,9% alla Chiesa cattolica romana. Amburgo è sede di uno dei tre vescovi della Chiesa evangelica luterana della Germania settentrionale e sede dell'arcidiocesi cattolica romana di Amburgo.
Secondo la pubblicazione "Muslimisches Leben in Deutschland" (Vita musulmana in Germania), nel 2008 ad Amburgo vivevano circa 141 900 immigrati musulmani (provenienti da quasi 50 Paesi di origine). Circa tre anni dopo (maggio 2011) i calcoli basati sui dati del censimento di 21 Paesi di origine hanno portato al numero di circa 143 200 immigrati musulmani ad Amburgo, che costituiscono l'8,4% della popolazione. Al 2021 c'erano più di 50 moschee in città, tra cui la moschea Fazle Omar, gestita dalla Ahmadiyya, che è la più antica della città, e ospita il Centro islamico di Amburgo.
Esiste una comunità ebraica.

## Cultura
Amburgo conta con più di 40 teatri, 60 musei e 100 locali dedicati alla musica live. Nel 2005, più di 18 000 000 di persone hanno preso atto a eventi culturali come concerti, esposizioni d'arte o spettacoli culturali.
Nell'estate del 2007, Amburgo ha fatto parte del Live Earth, una serie di concerti di musica pop e rock a scopo benefico per raccogliere fondi contro il cambiamento climatico.

### Istruzione e ricerca
Il sistema scolastico è gestito dall'"Assessorato per la scuola e l'apprendistato" (Behörde für Schule und Berufsbildung). Negli 2016 gli studenti delle 221 scuole elementari e delle 188 scuole secondarie erano complessivamente 191 148.
Ad Amburgo hanno sede diciannove università, che contano 100 589 studenti, compresi circa 9 000 residenti stranieri.
Fra di esse la più grande è l'Università di Amburgo (Universität Hamburg). Vi sono poi il Politecnico di Amburgo, la HSBA Hamburg School of Business Administration, la Scuola superiore di musica e teatro, la Scuola superiore di scienze applicate, l'Università HafenCity, la Scuola superiore di diritto Bucerius, l'Università Helmut Schmidt (appartenente al Ministero della Difesa).
Fra le istituzioni di ricerca si devono ricordare l'Accademia delle scienze di Amburgo, il Planetario di Amburgo, l'Osservatorio di Amburgo, il GIGA German Institute of Global and Area Studies e il Deutsches Elektronen-Synchrotron (DESY).
Va menzionato anche il liceo più antico della città, ossia il Gelehrtenschule des Johanneums.

### Biblioteche
Ad Amburgo ci sono trentadue biblioteche pubbliche.
La più grande, con i suoi cinque milioni di volumi, è la Staats- und Universitätsbibliothek Hamburg Carl von Ossietzky ("Biblioteca nazionale universitaria di Amburgo Carl von Ossietzky").

### Musei
I principali musei della città sono:
- Kunsthalle (museo di belle arti)
- Museum für Kunst und Gewerbe (museo di arti applicate)
- Museum für Hamburgische Geschichte (museo di storia della città)
- Deutsches Zoll Museum (museo delle dogane tedesche)
- Internationales Maritimes Museum Hamburg (museo marittimo)
- Archäologisches Museum Hamburg (museo archeologico)
- Museum der Arbeit (museo del lavoro)
- Miniatur Wunderland (museo dei trenini)
- Völkerkundemuseum
- Altonaer Museum
- Museum Brahms

Vicino a Landungsbrücken si trovano due velieri mercantili usati come museo per testimoniare l'animo mercantile della città.

### Musica e teatri
Il teatro dell'opera di Amburgo è la Staatsoper. V'è poi la Operettenhaus specializzata nell'operetta.
I principali teatri di prosa sono la Deutsches Schauspielhaus, la più grande sala teatrale tedesca, il prestigioso Thalia-Theater, l'Ohnsorg-Theater, lo Schmidts Tivoli e il Kampnagel.
Altri teatri sono:
- Ernst-Deutsch-Theater
- Kammerspiele
- Theater im Zimmer
- English Theatre
- Neue Flora
- St. Pauli Theater
- Kleines Thalia

Ad Amburgo hanno sede molte orchestre famose, fra cui in particolare l'Orchestra Filarmonica (l'orchestra della Staatsoper), l'Orchestra sinfonica della NDR e gli Hamburger Symphoniker.
La nuova Elbphilharmonie è la sala da concerto dell'Orchestra sinfonica della NDR, mentre i Symphoniker si esibiscono nella vecchia Musikhalle, oggi chiamata Laeiszhalle.
Lo Star-Club è un famoso locale dove si sono esibiti Gene Vincent, Little Richard, Jerry Lee Lewis, Eric Burdon, Ray Charles, Manfred Mann, Jimi Hendrix e perfino i Beatles, che venivano regolarmente fra il 1960 e il 1962.

### Parchi e giardini
Il sontuoso e ampio parco Planten un Blomen (dialetto basso tedesco per "piante e fiori"), situato nel centro di Amburgo, è il cuore verde della città. All'interno del parco si trovano diversi giardini tematici, il più grande giardino giapponese della Germania e l'Alter Botanischer Garten Hamburg, un giardino botanico storico che ora consiste principalmente in serre.
Il Botanischer Garten Hamburg è un moderno giardino botanico gestito dall'Università di Amburgo. Oltre a questi, ci sono molti altri parchi di varie dimensioni. Nel 2014 Amburgo ha celebrato un compleanno all'insegna della cultura dei parchi, dove molti parchi sono stati ricostruiti e ripuliti. Inoltre, ogni anno si tengono i famosi concerti di luci d'acqua nel parco Planten un Blomen, da maggio a inizio ottobre.
Altri importanti parchi sono l'Hamburg Stadtpark, che contiene al suo interno l'osservatorio della città, l'Altser Park e il Tierpark Hagenbeck.

## Geografia antropica

### Suddivisioni amministrative
Amburgo è suddivisa in sette distretti (Bezirk):
| Distretto     | Residenti 2015 | Superficie in km² |
| ------------- | -------------- | ----------------- |
| Altona        | 262 129        | 78,3              |
| Bergedorf     | 123 288        | 154,8             |
| Eimsbüttel    | 255 018        | 50,1              |
| Harburg       | 156 569        | 161               |
| Hamburg-Mitte | 292 659        | 107,1             |
| Hamburg-Nord  | 294 479        | 57,8              |
| Wandsbek      | 419 610        | 147,5             |

I sette distretti sono suddivisi in quartieri (Stadtteil), per un totale di 105.
Tra questi vi sono anche tre isole nel mare del Nord, Neuwerk, Nigehörn e Scharhörn, di fronte alla costa di Cuxhaven e appartenenti al distretto di Hamburg-Mitte. Le tre isole formano amministrativamente il quartiere di Neuwerk, che prende il nome dall'unica isola abitata (36 persone al 2006).

## Economia
Amburgo è una delle capitali dell'economia tedesca, e ha il più alto reddito pro capite della Repubblica Federale, pari a quasi il doppio della media europea.
Il più significativo contributo all'economia della città stato è costituito dal porto di Amburgo, secondo solo a quello di Rotterdam in Europa e al nono posto nel mondo con un trasporto di 9,8 milioni di TEU e 134 milioni di tonnellate di merci nel 2007. Dopo la riunificazione tedesca Amburgo ha recuperato la parte orientale del proprio hinterland, diventando di gran lunga il porto più in crescita di tutta Europa. Il commercio internazionale è anche il motivo di un gran numero di consolati nella città. Benché situato a 110 km dalla foce dell'Elba, è considerato un porto di mare per la sua capacità di accogliere grandi navi transatlantiche.
Insieme a Seattle e Tolosa, Amburgo è una delle principali sedi dell'industria aerospaziale civile. L'Airbus, che ha uno dei suoi due impianti di produzione ad Amburgo, e altre aziende del settore, impiegano oltre 30 000 persone della città e dintorni.
Un altro settore di particolare importanza è quello dei media. Hanno qui la loro sede alcune delle più grandi aziende di editoria tedesche: Axel Springer AG, Gruner + Jahr, Heinrich Bauer Verlag, Der Spiegel e Die Zeit. Circa la metà delle riviste e dei quotidiani tedeschi a diffusione nazionale vengono prodotti ad Amburgo. Esistono anche numerose aziende nel campo della musica (la più grande fra le quali è la Warner Bros. Records Germania) e di Internet (ad esempio le filiali tedesche di AOL, Adobe e Google hanno sede qui, come compagnie Web 2.0 quali Qype).
L'industria pesante include la produzione di acciaio, alluminio e la più grande fabbrica di rame d'Europa e numerosi cantieri navali come quelli di Blohm + Voss.
Fra le altre aziende di interesse, hanno la loro sede la Tesa (leader mondiale nella fabbricazione di materiali adesivi) e il Gruppo Körber.
Ad Amburgo si trova il DESY (acronimo per "Deutsches Elektronen-Synchrotron"), uno dei più importanti centri mondiali per la ricerca sulla fisica delle particelle. Fino al giugno 2007 vi era in funzione il più grande anello di accumulazione elettrone-protone mai costruito. All'interno di questo centro di ricerca è presente la prima sorgente di radiazione Free-Electron-Laser nella regione dei Soft X-Ray costruita, il "Free Electron Laser in Hamburg" (FLASH), entrato in funzione nel 2005. Presso il DESY è in costruzione il Free Electron Laser europeo (European XFEL), operante nei raggi X, che si prevede sarà operativo a partire dal 2015.
Nella città ha sede anche il GIGA (German Institute of Global and Area Studies), un altro importante istituto di ricerca.

## Gastronomia
La gastronomia di Amburgo è un'unione di diverse varianti della cucina tedesca del nord, riunendo dentro di se gli ingredienti tipici della zona come la frutta delle Altes Land e il pesce pescato nel fiume Elba. Presenta inoltre evidenti influenze della cucina della vicina regione dello Schleswig-Holstein. Tra i piatti tipici vi sono il Franzbrötchen, una pasta che ricorda il croissant, il currywurst, un würstel speziato con salse, il labskaus, un secondo piatto con manzo, patate e cipolle e il rote grütze, un dolce estivo con i frutti rossi.

## Infrastrutture e trasporti

### Porto e aeroporto

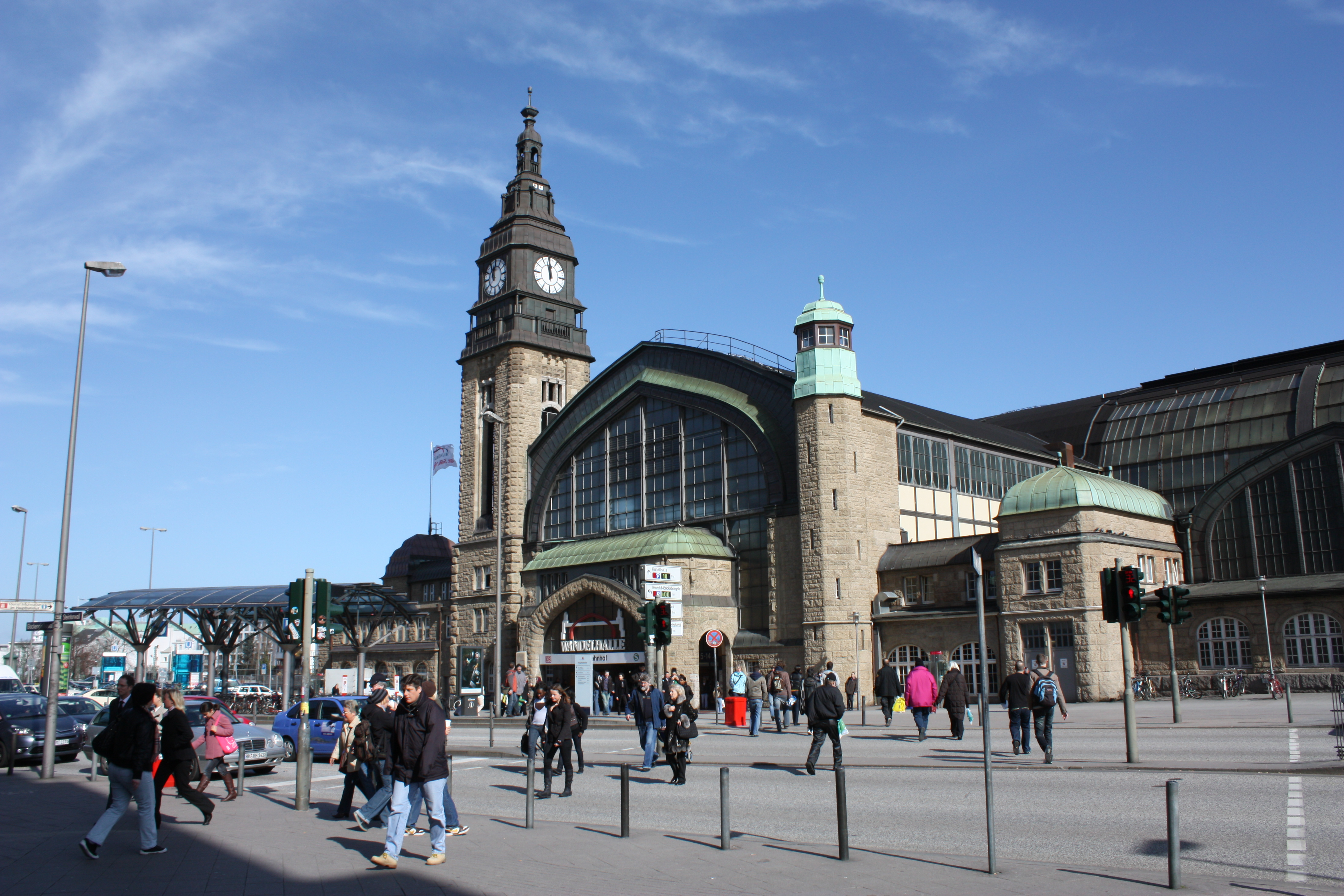
La stazione centrale

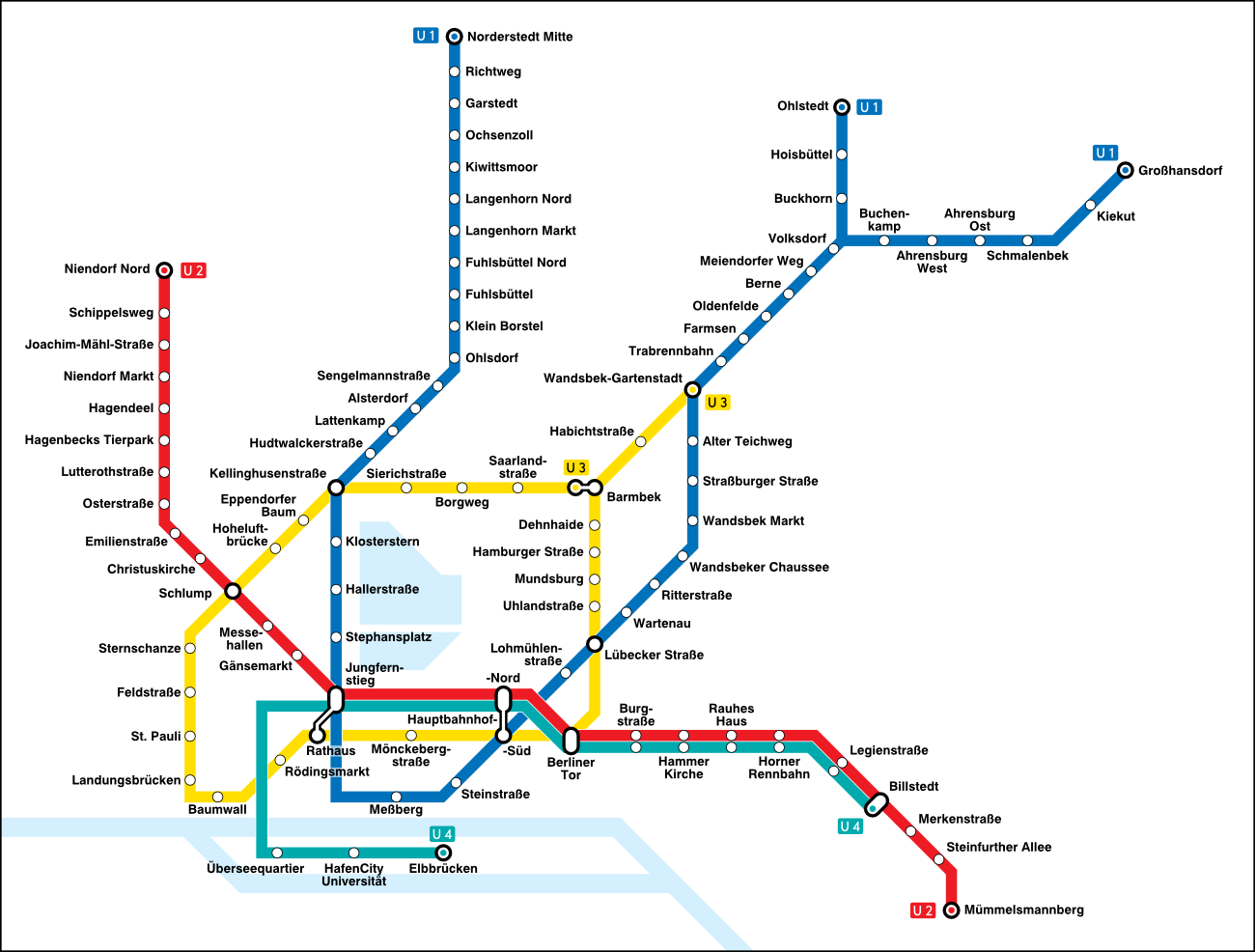
La rete metropolitana

Amburgo ha il più grande porto tedesco, situato lungo l'Elba, e secondo porto in Europa dopo quello di Rotterdam, avendo superato quello di Anversa nel 2012.
L'aeroporto cittadino, sito a nord, è quello di Hamburg-Fuhlsbüttel.

### Ferrovie
A livello ferroviario rappresenta un importante nodo, con il più grande scalo di smistamento dell'Europa, quello di Maschen, situato a sud della città. Le stazioni principali sono:
- Amburgo Centrale
- Amburgo-Altona
- Amburgo Dammtor
- Amburgo-Harburg
- Amburgo-Bergedorf

### Trasporti urbani
I trasporti pubblici urbani (Bus, Eilbusse, Metrobusse, Schnellbusse; AKN, R-Bahn, S-Bahn, U-Bahn) sono gestiti dalla Hamburger Verkehrsverbundes (HVV).
Il costo del biglietto ordinario urbano Einzelkarten è di 3,20 €, permette di viaggiare su tutta la rete amburghese Großbereich Hamburg per due ore e mezza senza però poter effettuare il percorso a ritroso o effettuare tragitti circolari.
Il costo di un biglietto giornaliero Ganztageskarte è di 7,60 €. È acquistabile a qualsiasi ora dal lunedì al venerdì ed è valido fino alle ore 6:00 del giorno successivo. Questo biglietto permette a un adulto e tre bambini dai 6 ai 14 anni di viaggiare sull'intera rete amburghese "Großbereich Hamburg".
Il costo di un biglietto giornaliero 9-Uhr-Tageskarte è di 6,20 €. È acquistabile dalle ore 9:00 dal lunedì al venerdì e in qualunque orario nei weekend e nei festivi ed è valido fino alle ore 6:00 del giorno successivo. Questo biglietto permette a un adulto e tre bambini dai 6 ai 14 anni di viaggiare sull'intera rete amburghese "Großbereich Hamburg".
La rete tranviaria è stata eliminata nel 1978.

#### S-Bahn
Ad Amburgo è in servizio una rete di S-Bahn (Stadtschnellbahn - Ferrovia veloce urbana) gestita dalla Deutsche Bahn su binari separati da quelli della rete nazionale.
La rete è composta di cinque linee ordinarie, più quattro di rinforzo:
| S1  | Wedel ↔ Poppenbüttel/Hamburg Airport   |                             |
| S11 | Blankenese ↔ Ohlsdorf (– Poppenbüttel) | (solo negli orari di punta) |
| S2  | Altona ↔ Bergedorf                     |                             |
| S21 | Elbgaustraße ↔ Aumühle                 |                             |
| S3  | Pinneberg ↔ Stade                      |                             |
| S31 | Altona ↔ Berliner Tor                  | (solo negli orari di punta) |
| A1  | Eidelstedt ↔ Boostedt                  |                             |
| A2  | Ulzburg Süd ↔ Norderstedt Mitte        | (solo negli orari di punta) |
| A3  | Ulzburg Süd ↔ Elmshorn                 |                             |

#### U-Bahn
La rete di metropolitana U-Bahn (Untergrundbahn - Ferrovia sotterranea) si compone di quattro linee:
| U1 | Norderstedt Mitte ↔ Ohlstedt / Großhansdorf |
| U2 | Niendorf Nord ↔ Mümmelmannsberg             |
| U3 | Barmbek ↔ Wandsbek-Gartenstadt              |
| U4 | Billstedt ↔ Elbbrücken                      |

Il progetto della quinta linea è quasi ultimato, i lavori di costruzione si prevede inizieranno nel 2020.

#### R-Bahn
La città è anche attraversata e servita dalle linee di treni regionali che però non effettuano tutte le fermate delle corrispondenti tratte della S-Bahn.
| R10 | Reinfeld ↔ Hauptbahnhof      |
| R11 | Rickling ↔ Bad Olsloe        |
| R20 | Büchen ↔ Hauptbahnhof        |
| R21 | Ratzeburg ↔ Lüneburg         |
| R30 | Büchen ↔ Hauptbahnhof        |
| R31 | Göhrde ↔ Lüneburg            |
| R40 | Tostedt ↔ Hauptbahnhof       |
| R41 | Handeloh ↔ Buchholz          |
| R50 | Himmelpforten ↔ Hauptbahnhof |
| R51 | Kutenholz ↔ Buxtehude        |
| R60 | Elmshorn ↔ Hauptbahnhof      |
| R70 | Dauenhof ↔ Hauptbahnhof      |

## Organizzazioni europee e internazionali
Ad Amburgo ha sede la Fondazione Unione Europea - America Latina e Caraibica (EU-LAC), ente internazionale cui partecipano i Paesi dell'America Latina, dei Caraibi e dell'Unione europea avente lo scopo di approfondire i rapporti economici e scientifici tra gli Stati dell'Unione europea, dell'America Latina e dei Caraibi.

## Amministrazione
Amburgo è (insieme a Brema e Berlino) una delle tre "città-Stato" tra i 16 Länder (Bundesländer) tedeschi. Il sindaco della città è quindi capo del Senat (governo). Politicamente ad Amburgo i partiti di sinistra sono storicamente dominanti: la città è stata governata ininterrottamente dal 1947 al 2001 dalla SPD. Nel 2001 Ole von Beust (CDU) è riuscito per la prima volta a battere il predominio della SPD la quale ha riconquistato nel 2011 il governo della città con Olaf Scholz, poi diventato cancelliere.

### Gemellaggi
- San Pietroburgo, dal 1957
- Marsiglia, dal 1958
- Shanghai, dal 1986
- Dresda, dal 1987
- León, dal 1989
- Ōsaka, dal 1989
- Praga, dal 1990
- Chicago, dal 1995

## Sport
La città di Amburgo è nota anche per la sua tradizione calcistica. La blasonata Hamburger Sport-Verein (HSV) è una delle squadre più prestigiose della storia della Bundesliga, la più antica in Germania; nella sua storia ha vinto sei titoli nazionali, tre Coppe di Germania e una Coppa di Lega tedesca, vantando inoltre la conquista di una Coppa dei Campioni (1982-1983), una Coppa delle Coppe (1976-1977) e due Coppe Intertoto (2005 e 2007, quest'ultimo primato confederale condiviso con altri tre club). La seconda e meno titolata società calcistica di Amburgo è il Fußball-Club St. Pauli von 1910 con sede nell'omonimo quartiere di Amburgo. Attualmente il St. Pauli gioca in Bundesliga alla luce del primo posto nella Zweite Liga ottenuto la scorsa stagione mentre l' HSV milita nella Zweite Liga, la seconda divisione calcistica tedesca.
Nel football americano Amburgo è rappresentata dagli Hamburg Blue Devils, squadra che ha vinto quattro volte il German Bowl e tre l'EFAF Eurobowl, e dagli Hamburg Huskies. In precedenza sono esistiti anche gli Hamburg Sea Devils, che militavano in NFL Europa e hanno vinto un World Bowl.
Nel rugby, lo stadio della squadra cittadina, l'Hamburger Rugby Club, si trova nella Saarlandstraße, nella parte nord-orientale dell'Hamburg Stadtpark.

## Amburgo nella cultura di massa

### Letteratura
- Ad Amburgo è ambientato il libro Storia di una gabbianella e del gatto che le insegnò a volare di Luis Sepúlveda.
- Ad Amburgo è anche ambientato il romanzo di Patricia Highsmith L'amico americano.

### Cinema e TV
- Diversi film del regista Fatih Akın sono ambientati ad Amburgo, tra cui (anche se solo parzialmente) Im Juli, La sposa turca, Soul Kitchen e il più recente Oltre la notte.
- Ad Amburgo è ambientato il telefilm Grani di pepe.
- Ad Amburgo è ambientato il film Ricette d'amore che vede come protagonista Sergio Castellitto.
- Ad Amburgo è ambientato il film La spia - A Most Wanted Man (2014) che vede la partecipazione di Philip Seymour Hoffman.
- Ad Amburgo è ambientata la serie televisiva Hamburg Distretto 21.
- Ad Amburgo è ambientato il telefilm Polizeiruf 110.
- Ad Amburgo sono ambientate alcune puntate del telefilm Tatort.

## Galleria d'immagini

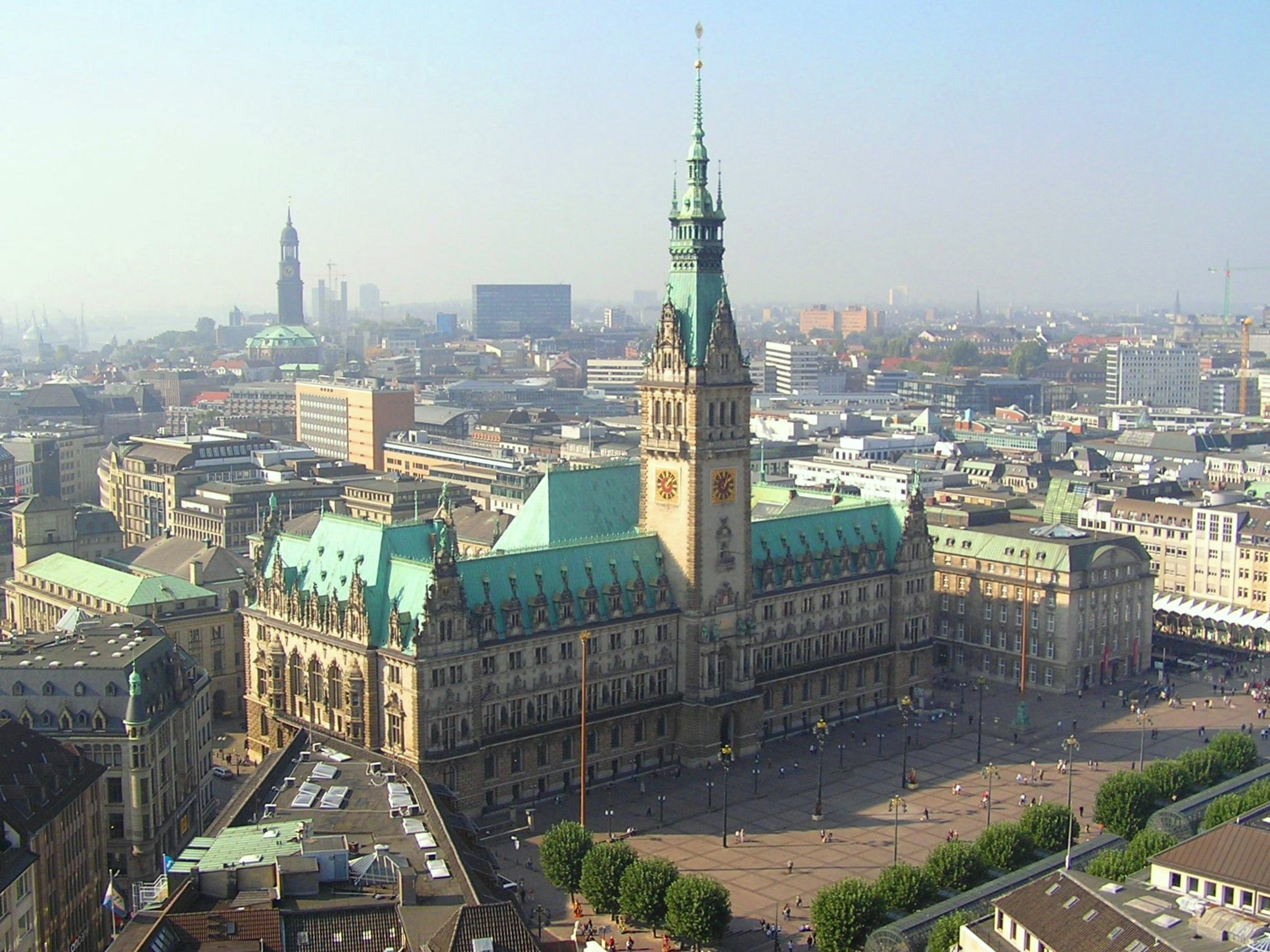
Il Municipio di Amburgo
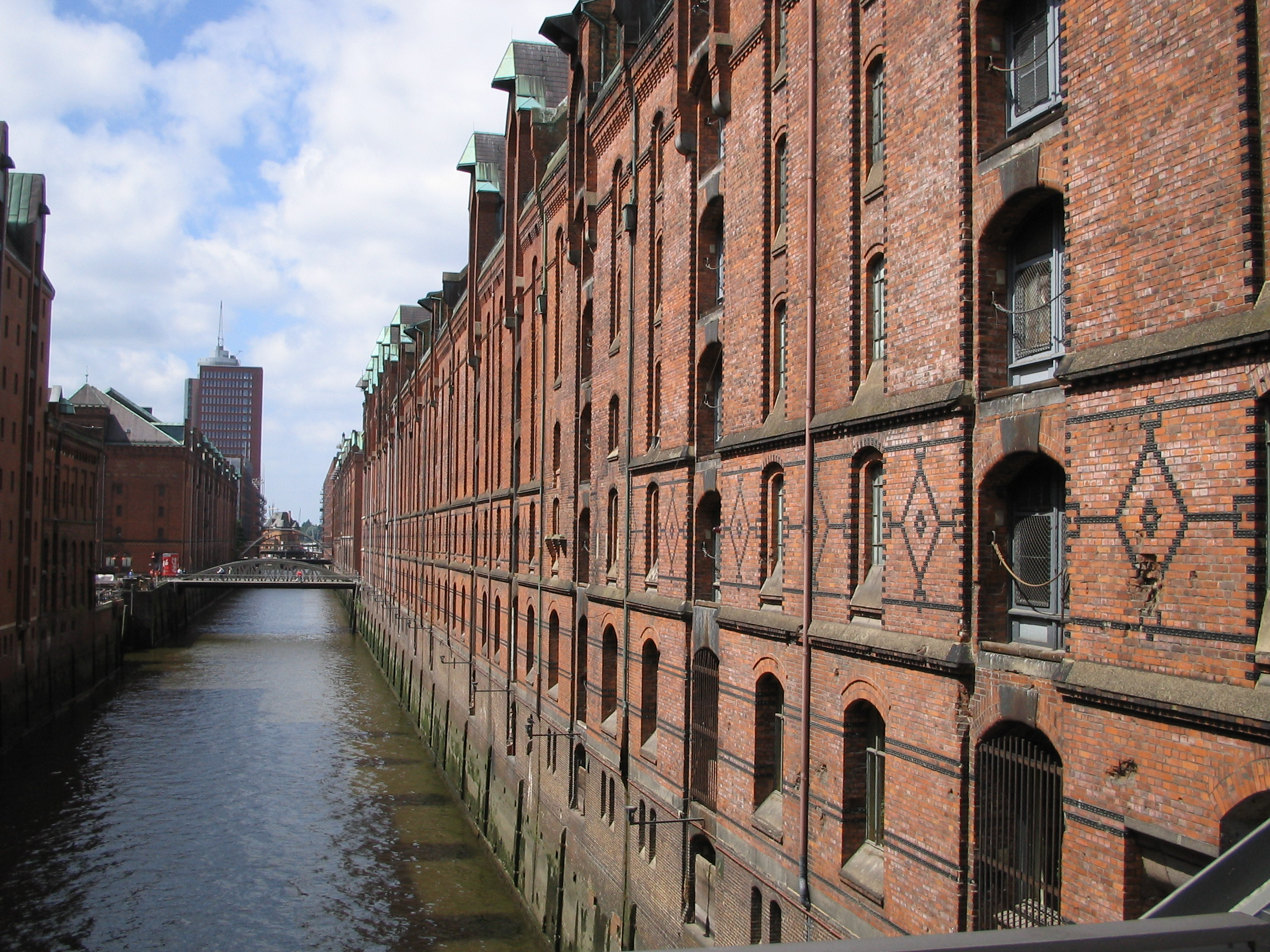
Speicherstadt
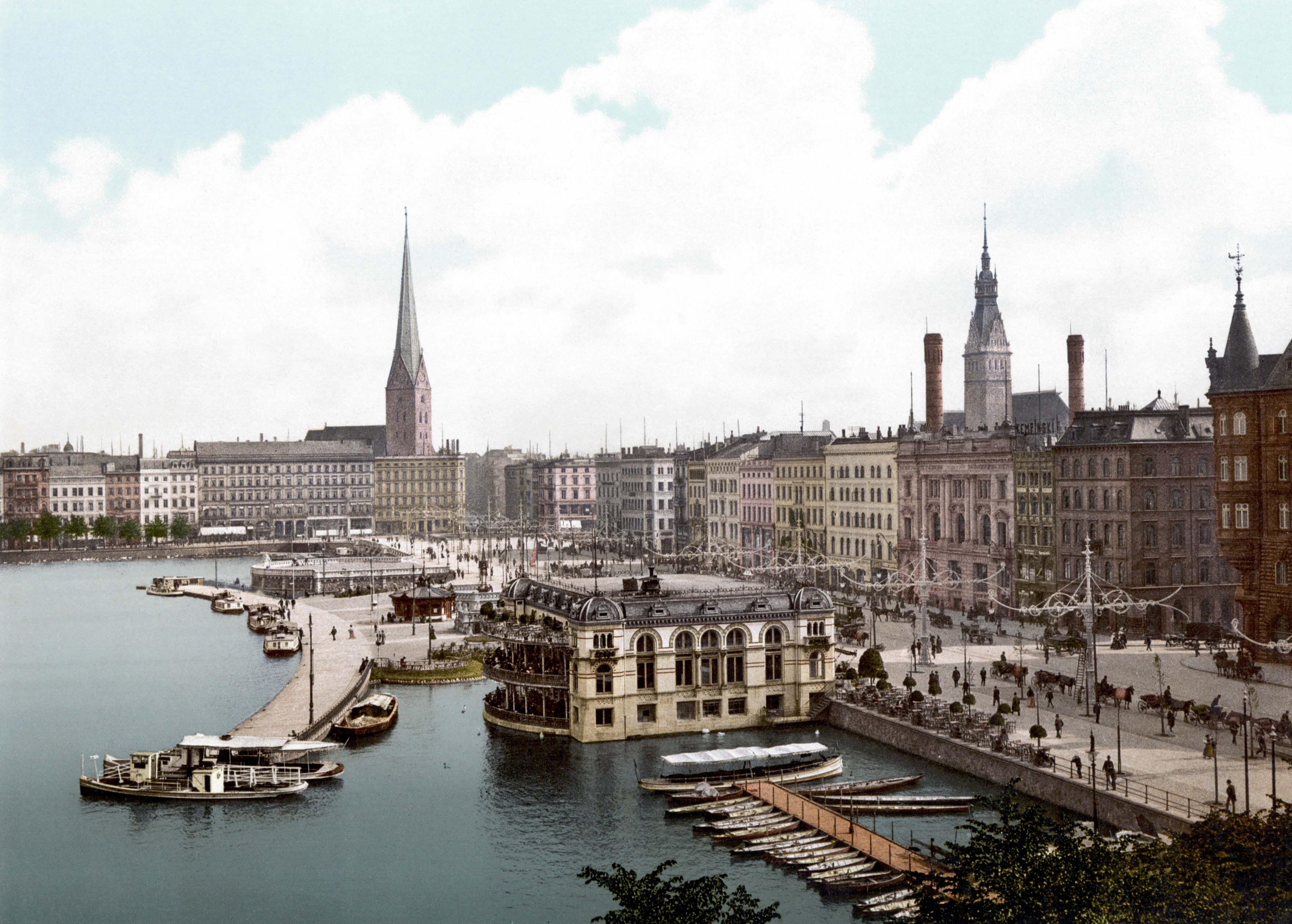
Vista di Amburgo alla fine del XIX secolo
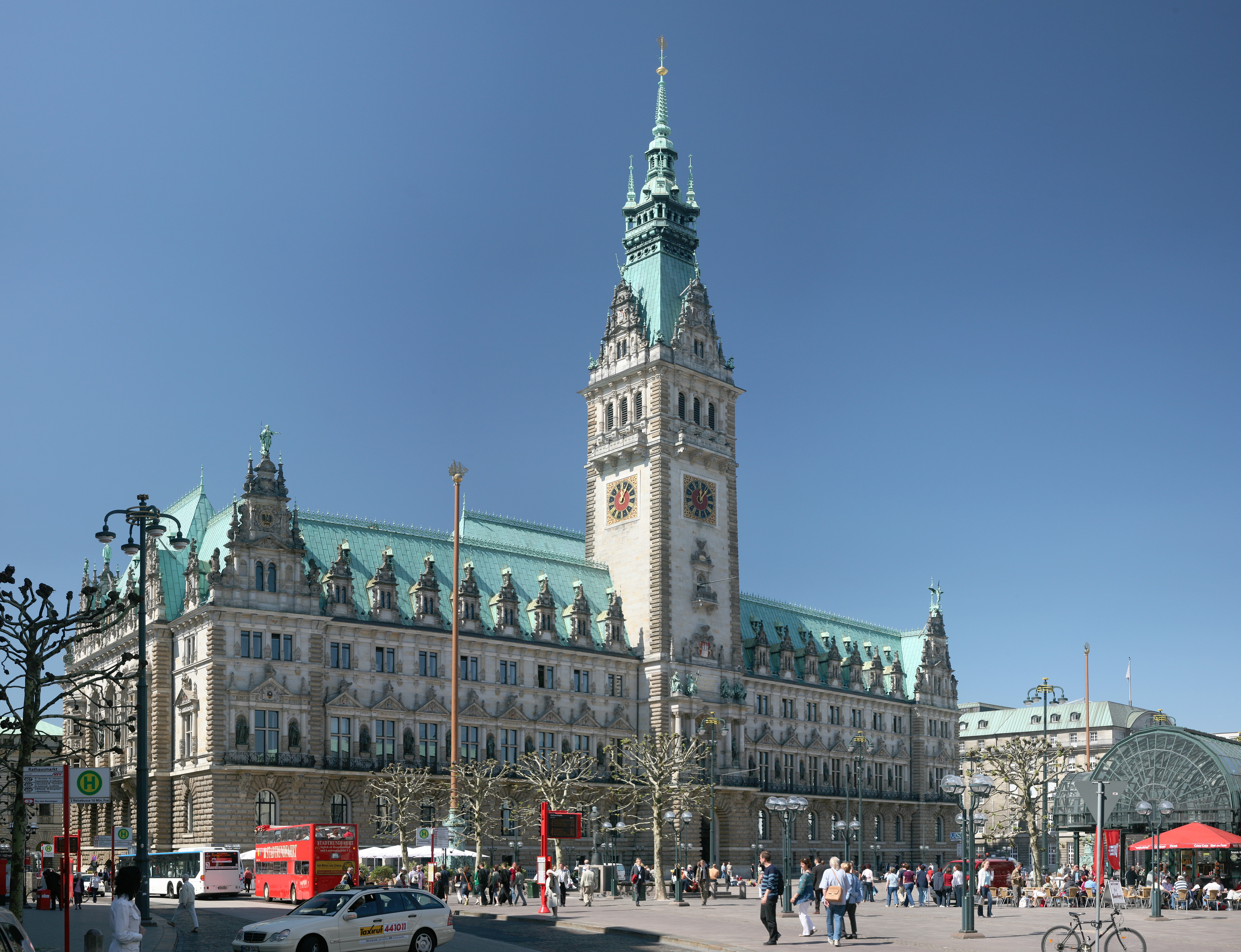
Rathaus (municipio)
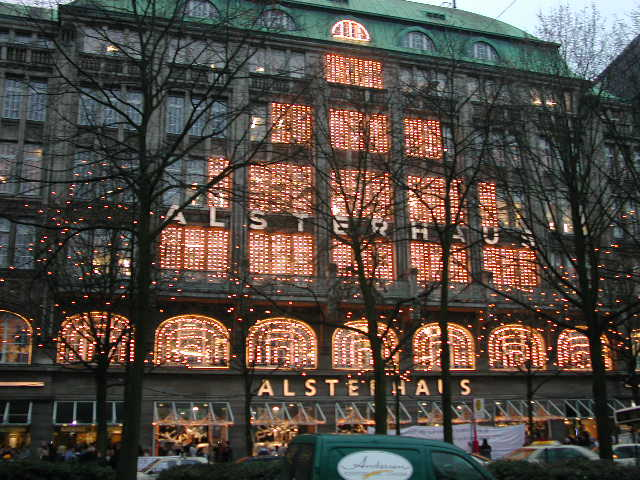
Grandi magazzini Alsterhaus
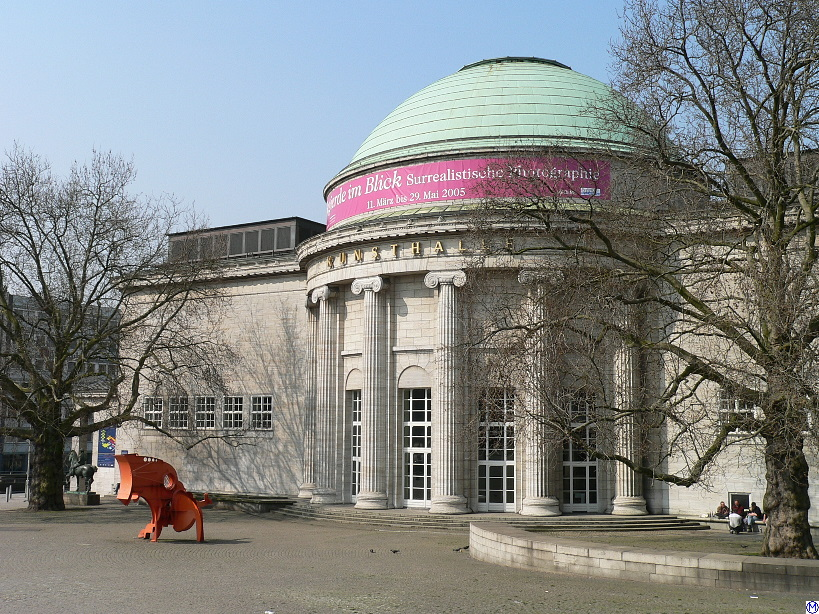
Kunsthalle (museo d'arte)
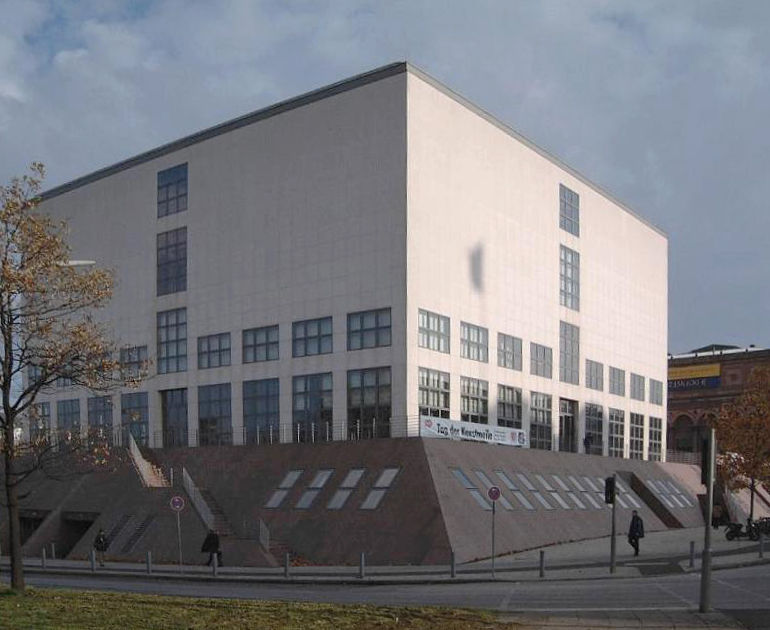
Galerie der Moderne (museo d'arte moderna)
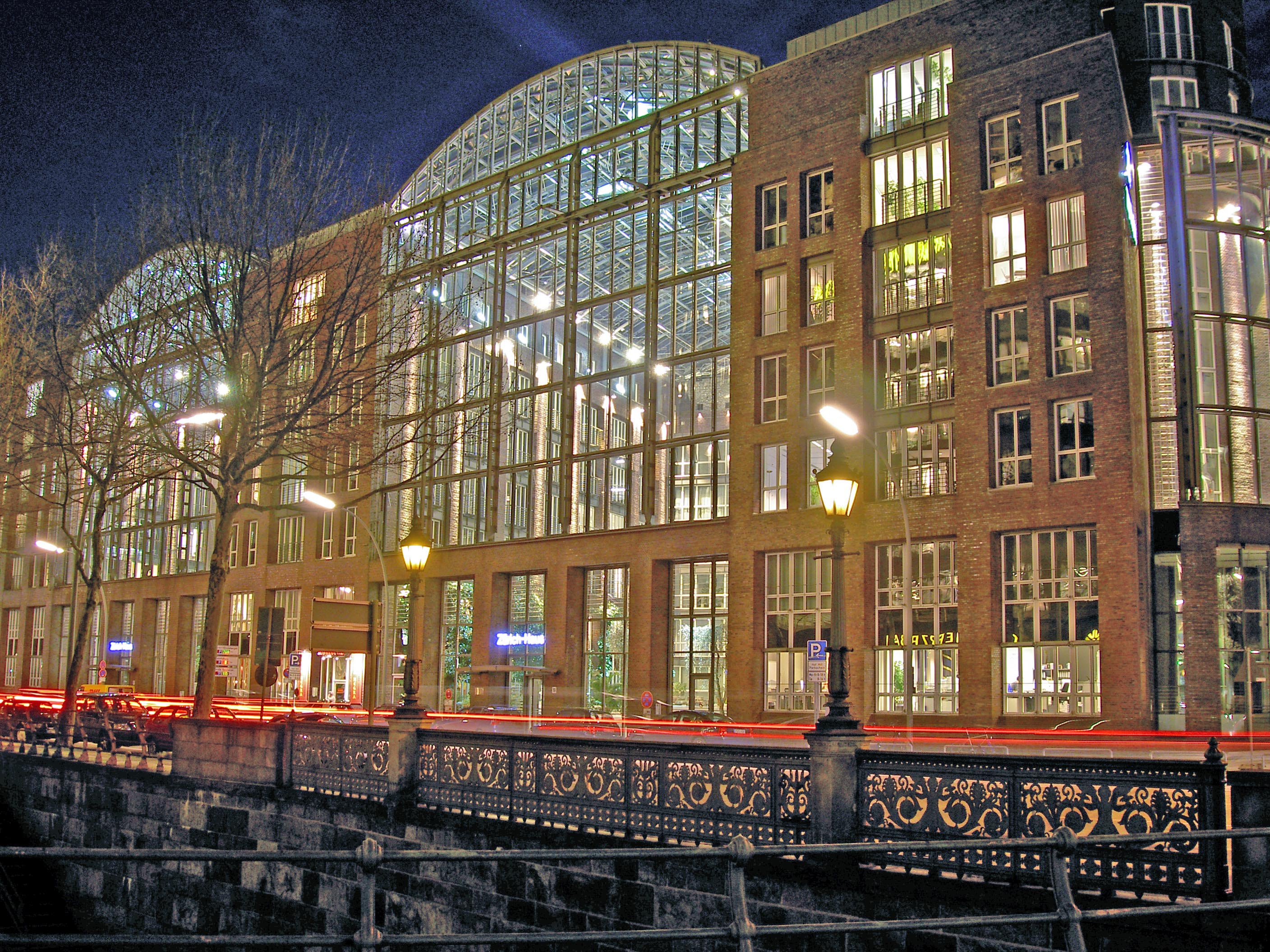
Zürich Versicherung
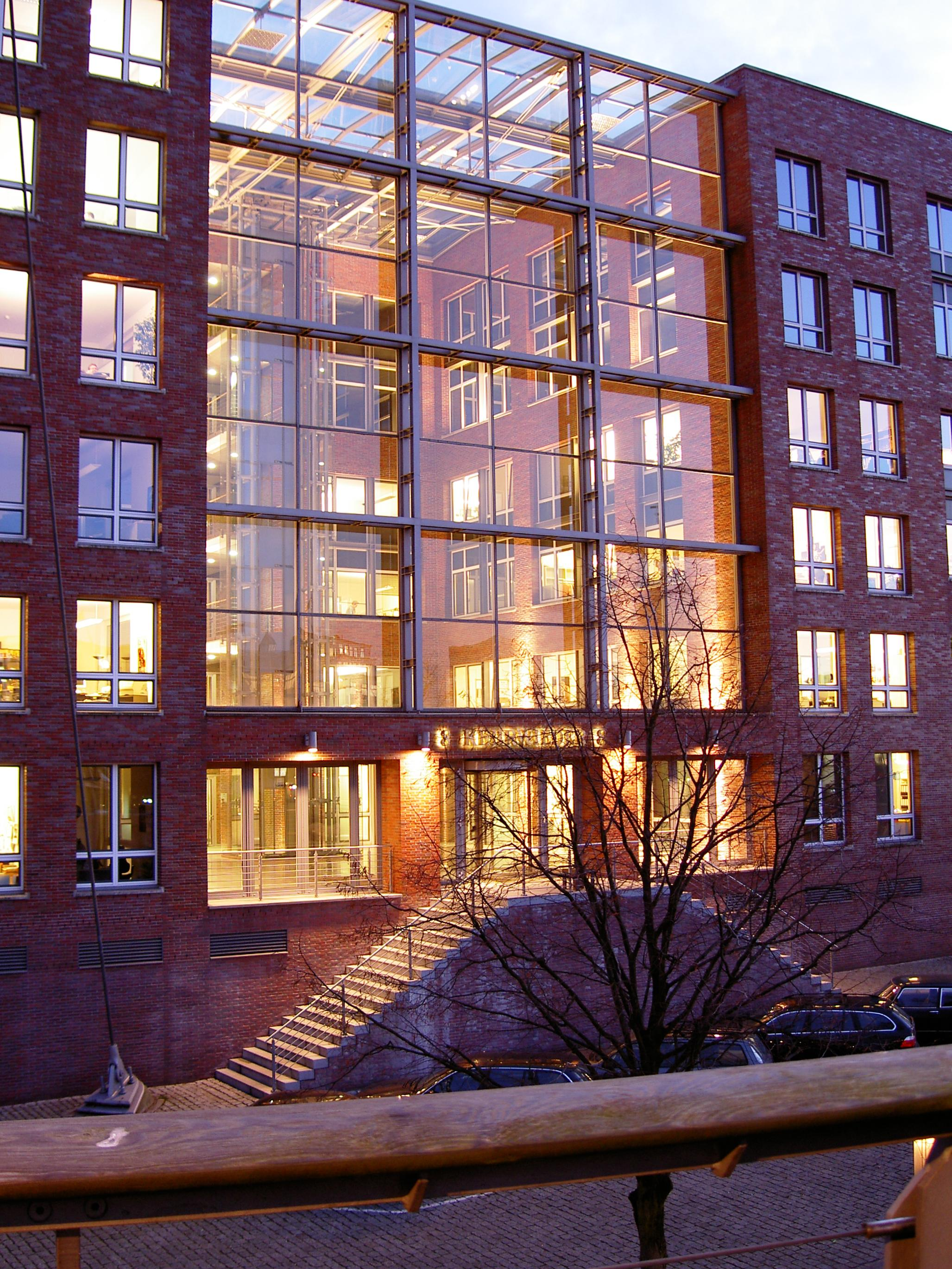
Kehrwieder
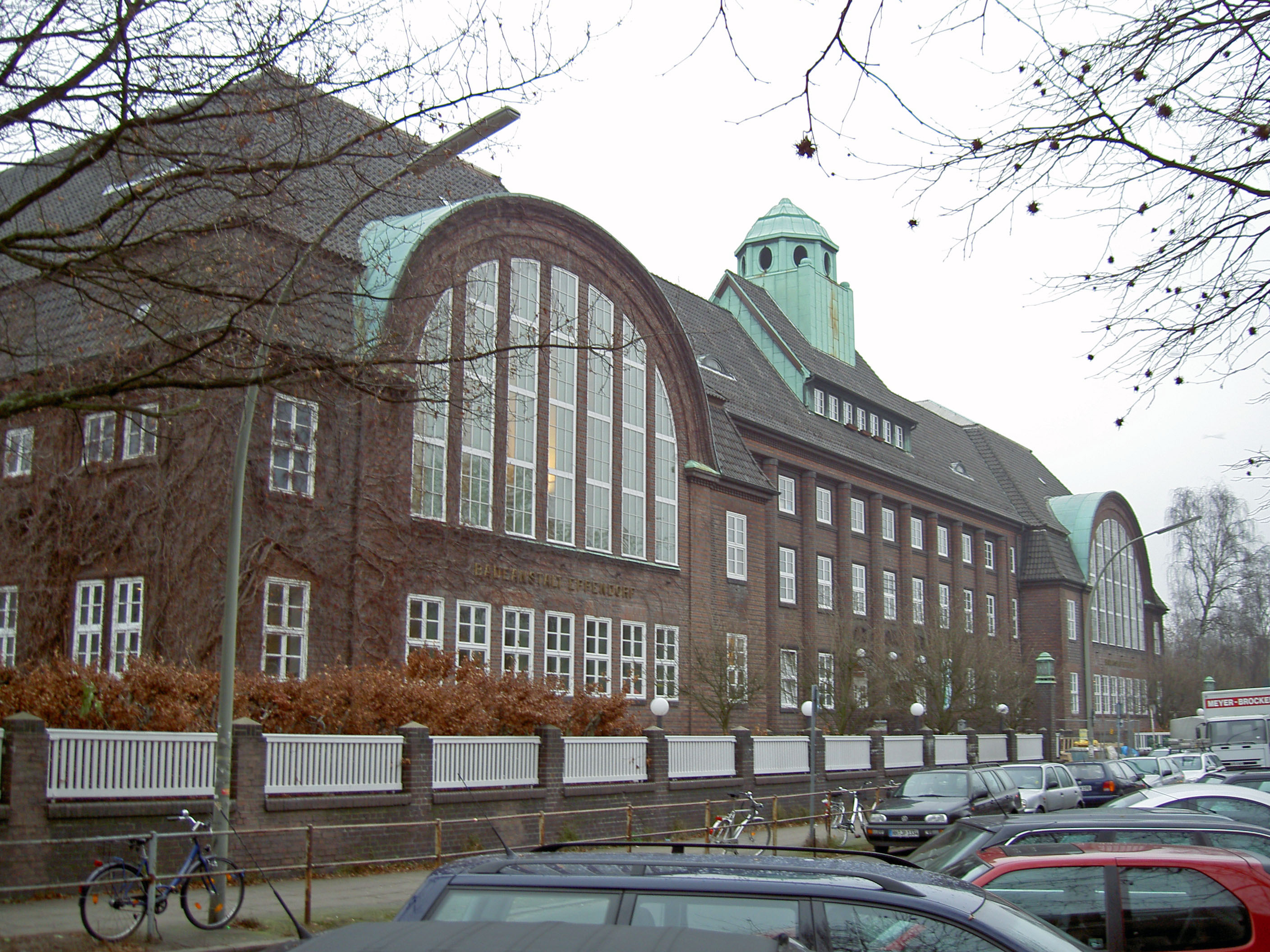
Holthusenbad
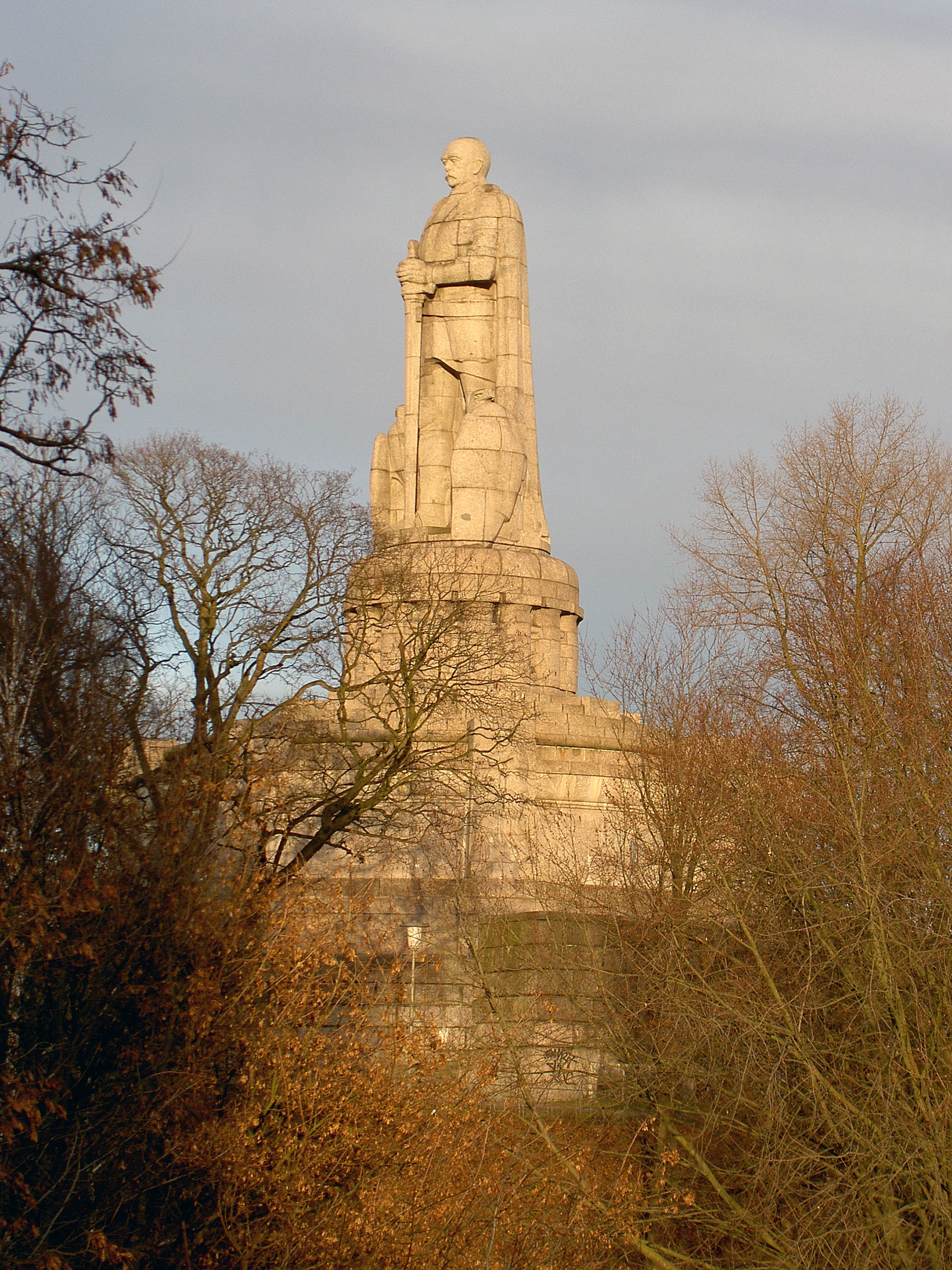
Monumento a Bismarck
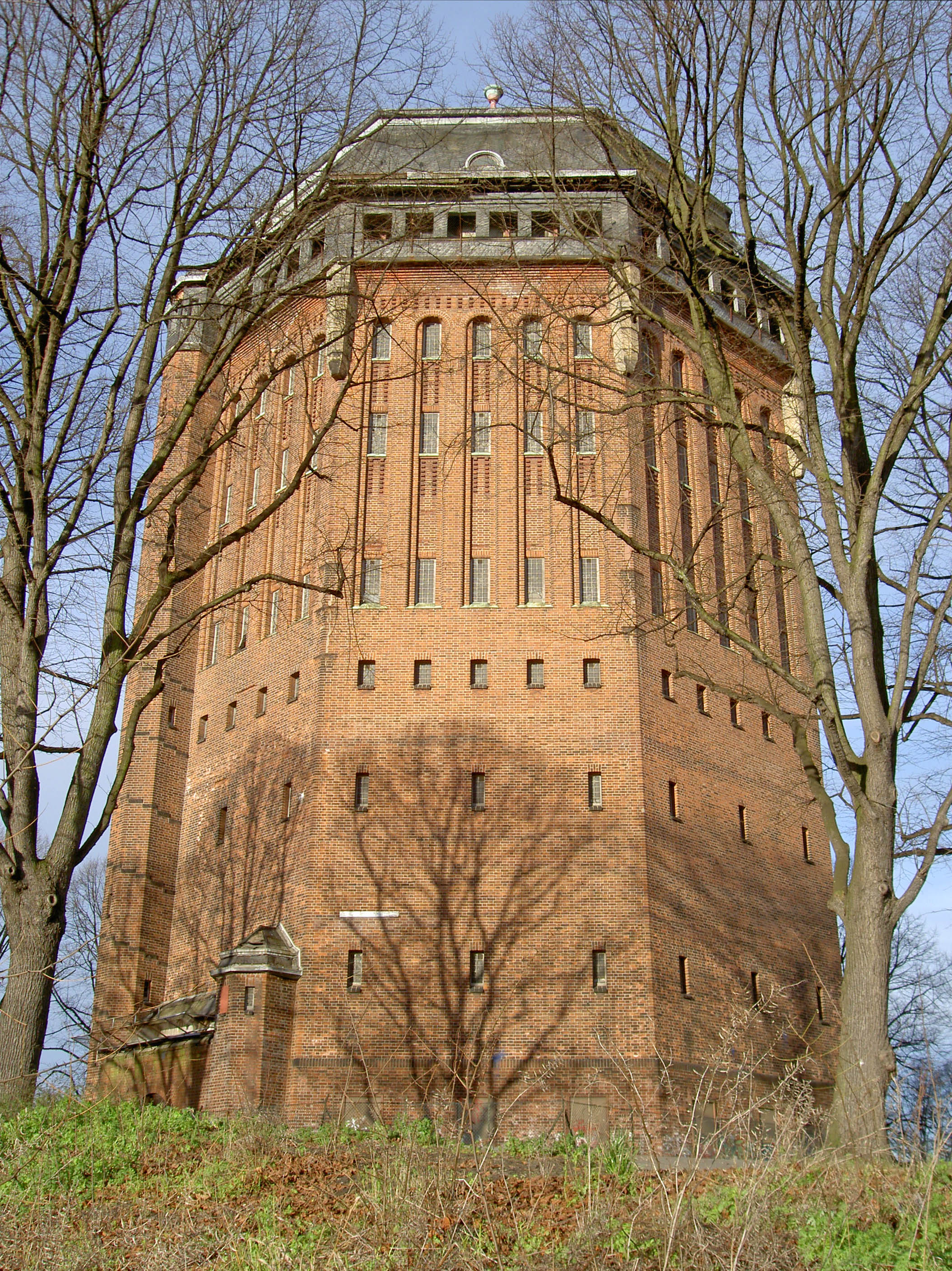
Wasserturm (la torre dell'acqua)
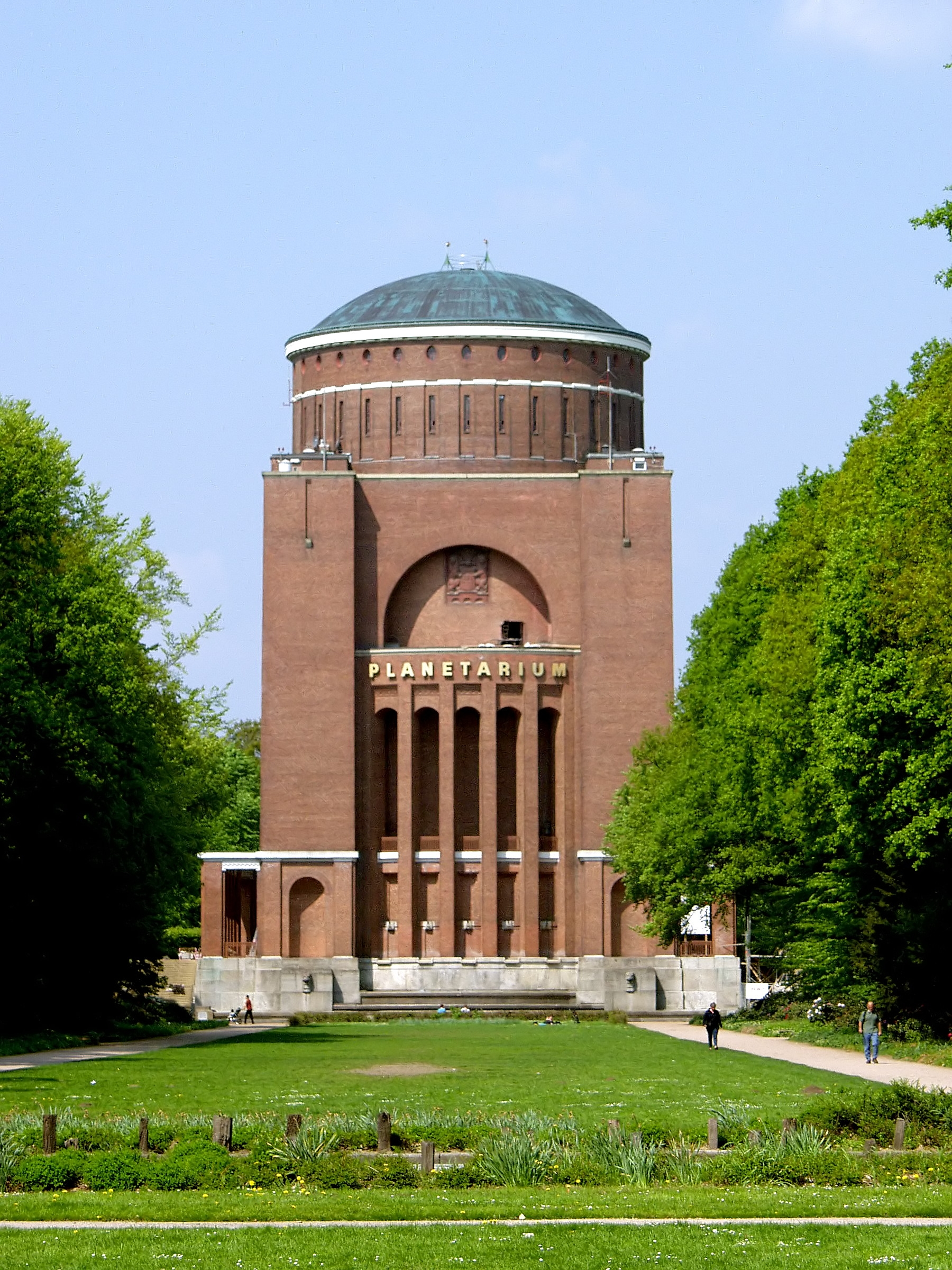
Planetarium (il planetario)
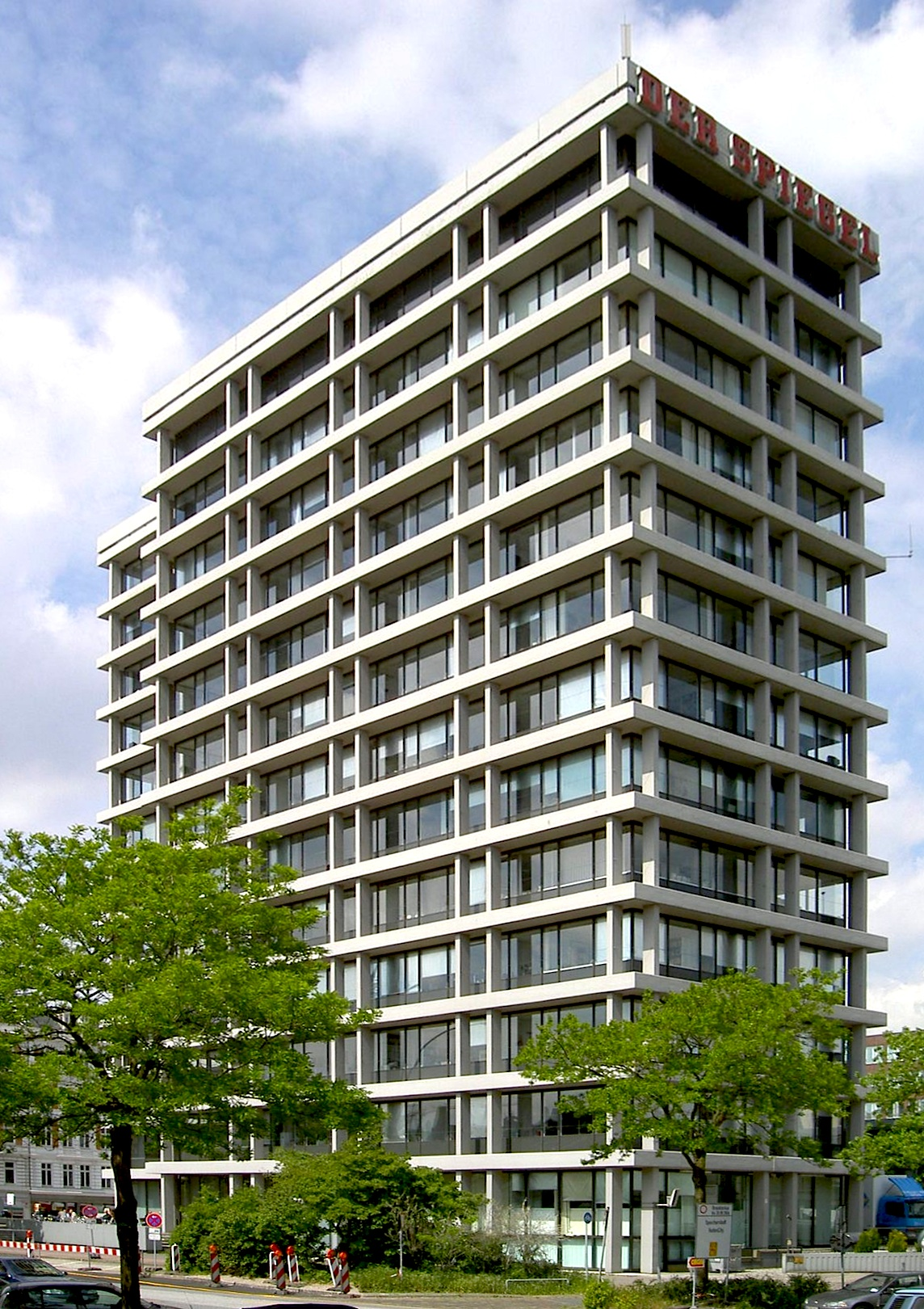
Edificio Spiegel
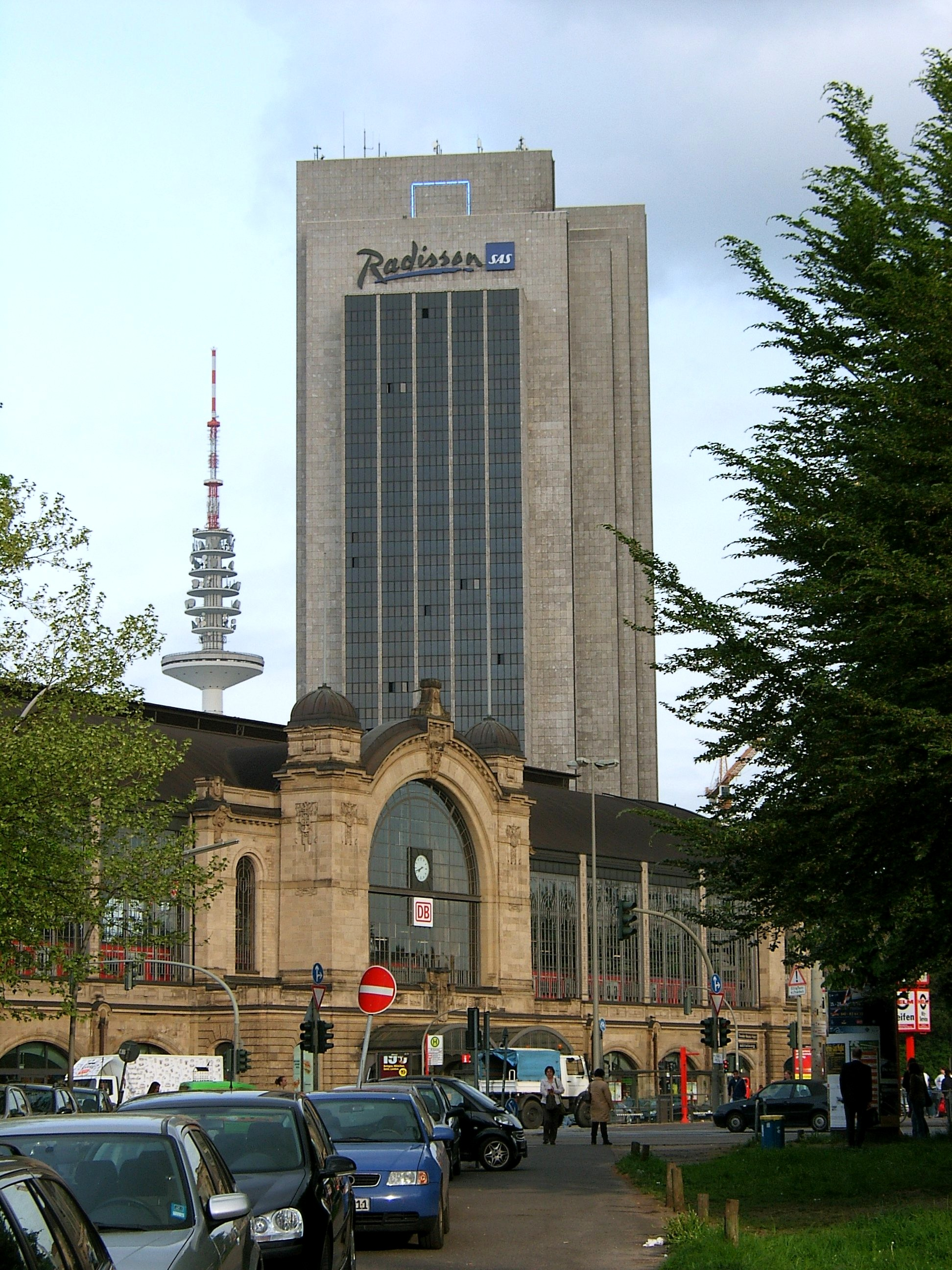
La stazione di Dammtor
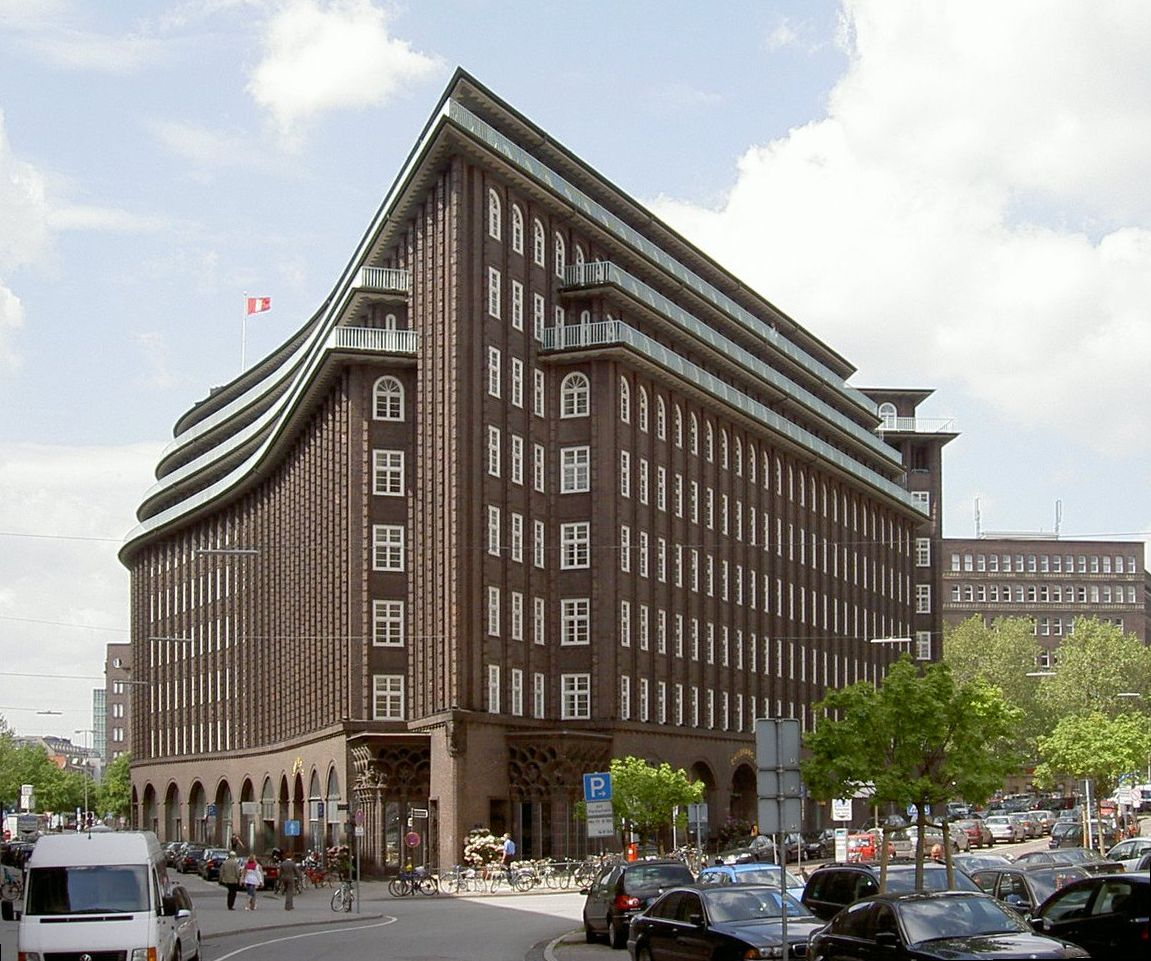
Chilehaus
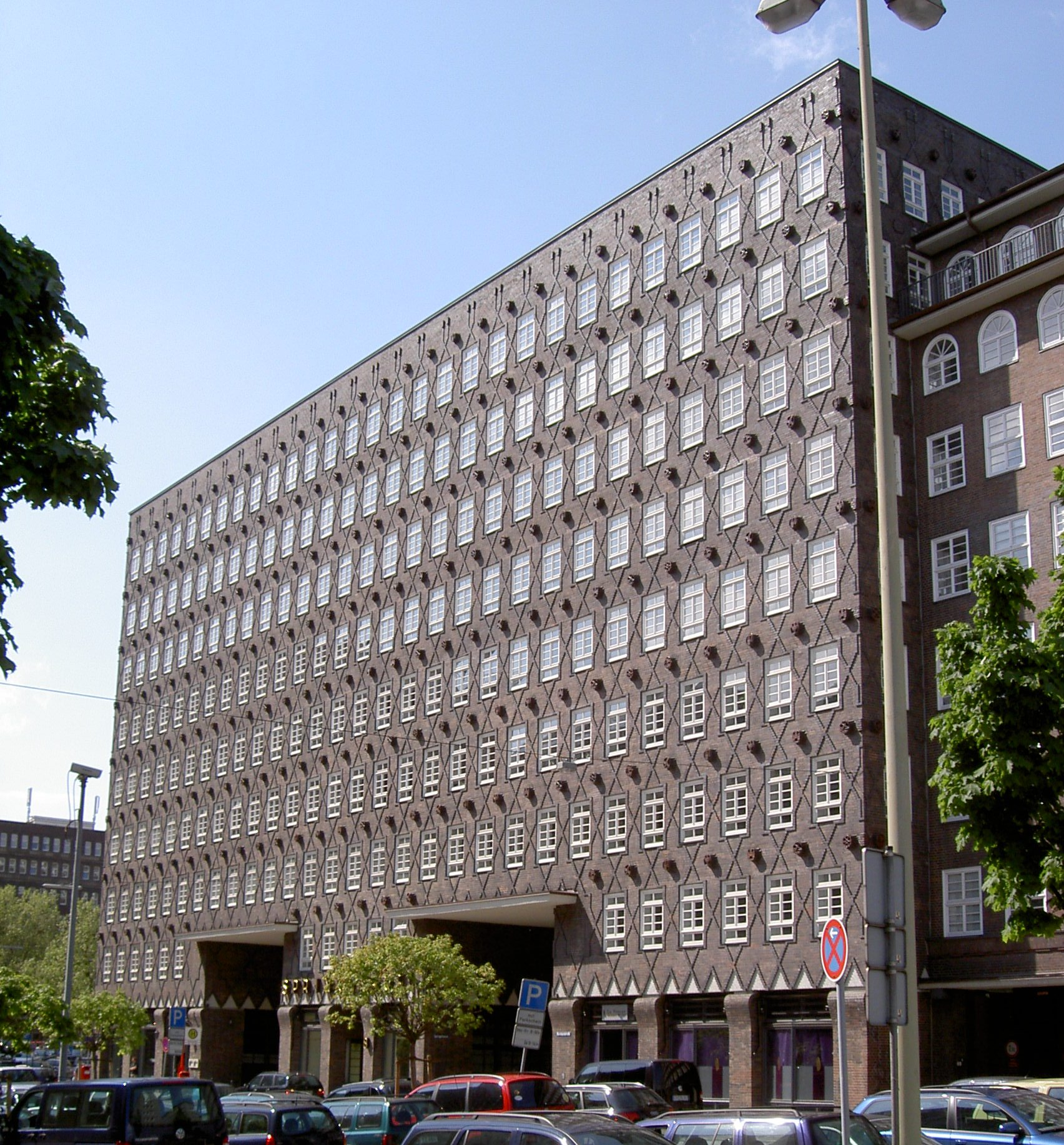
Sprinkenhof
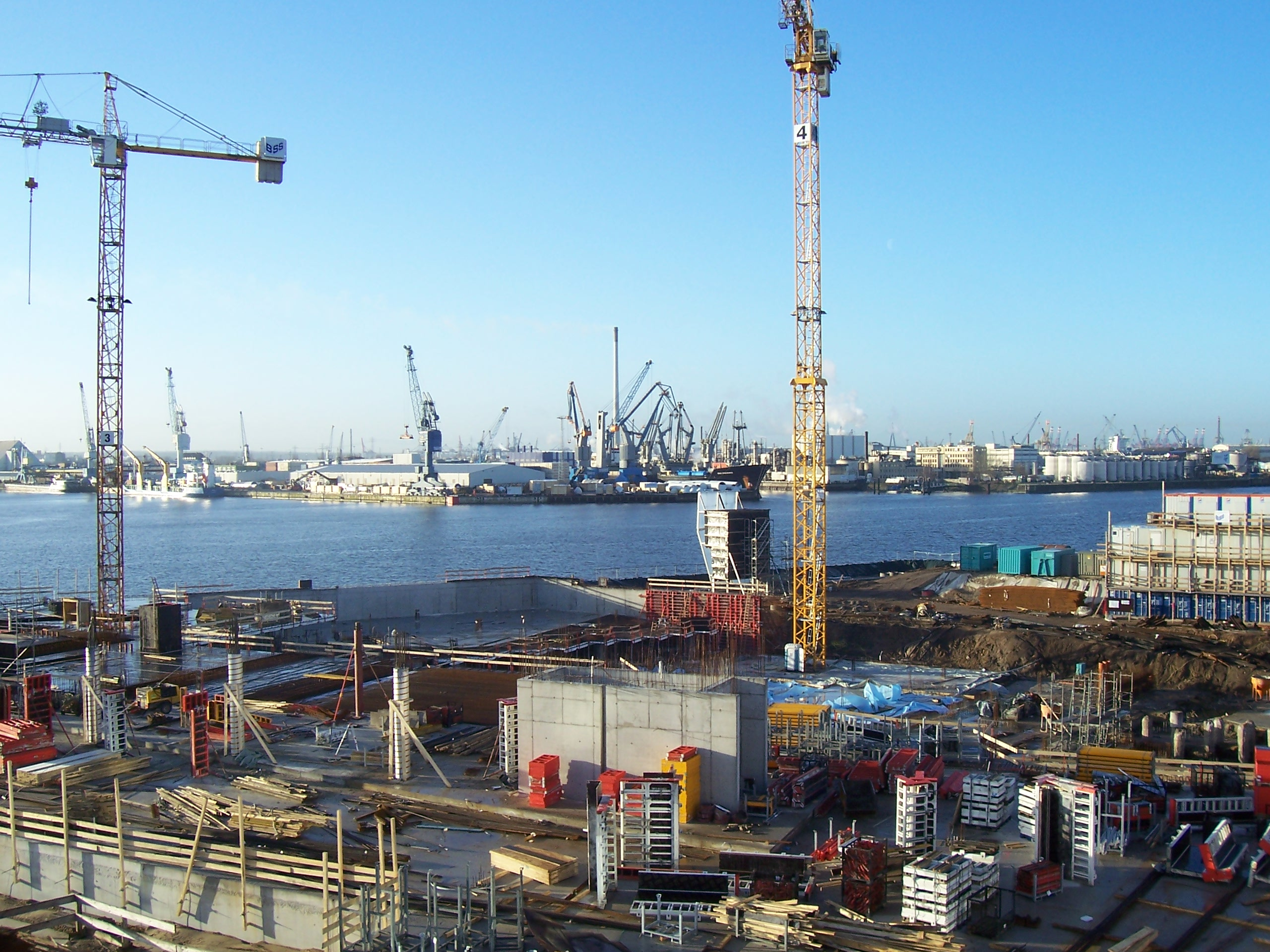
Il porto
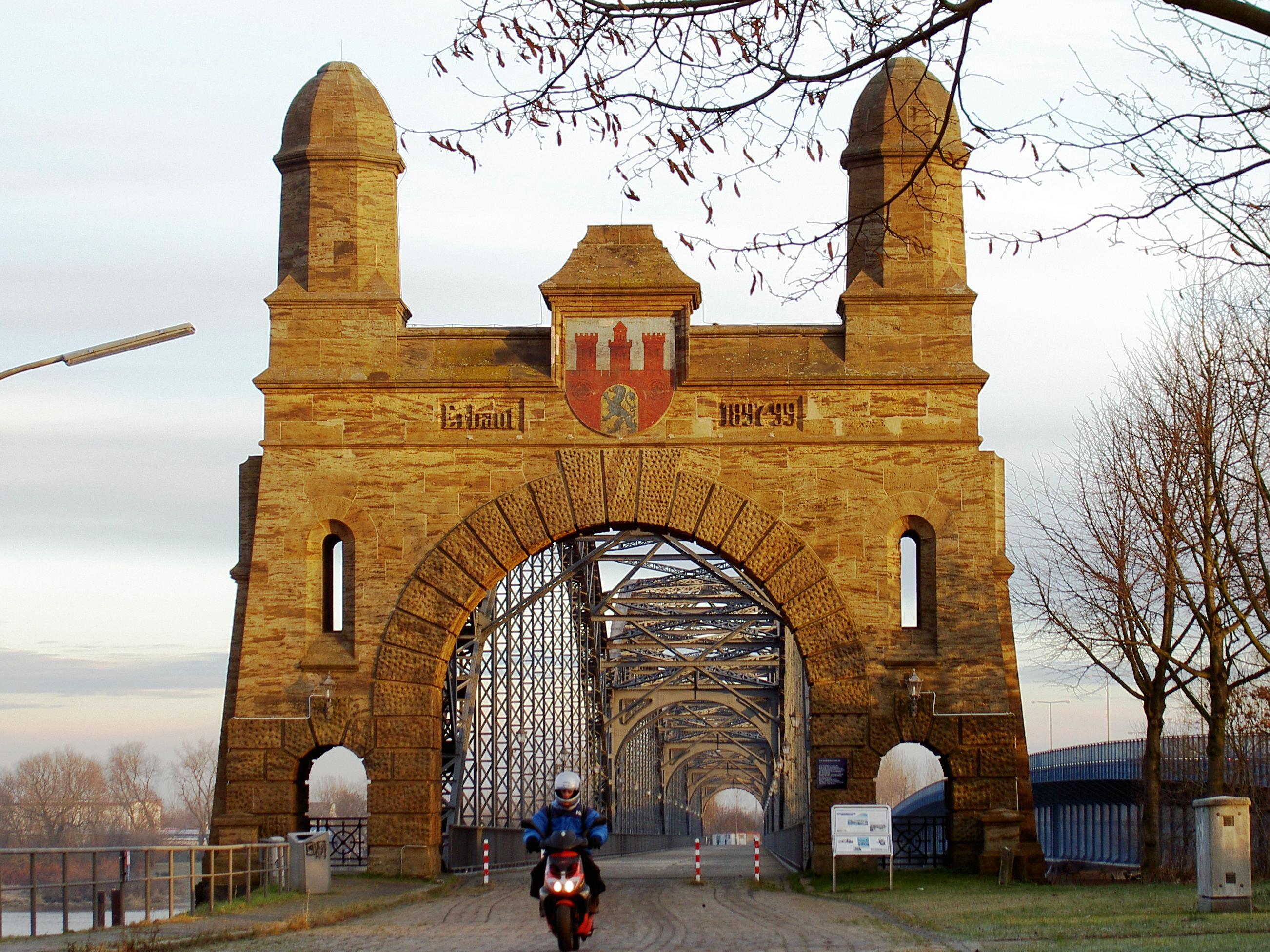
Ponte sull'Elba
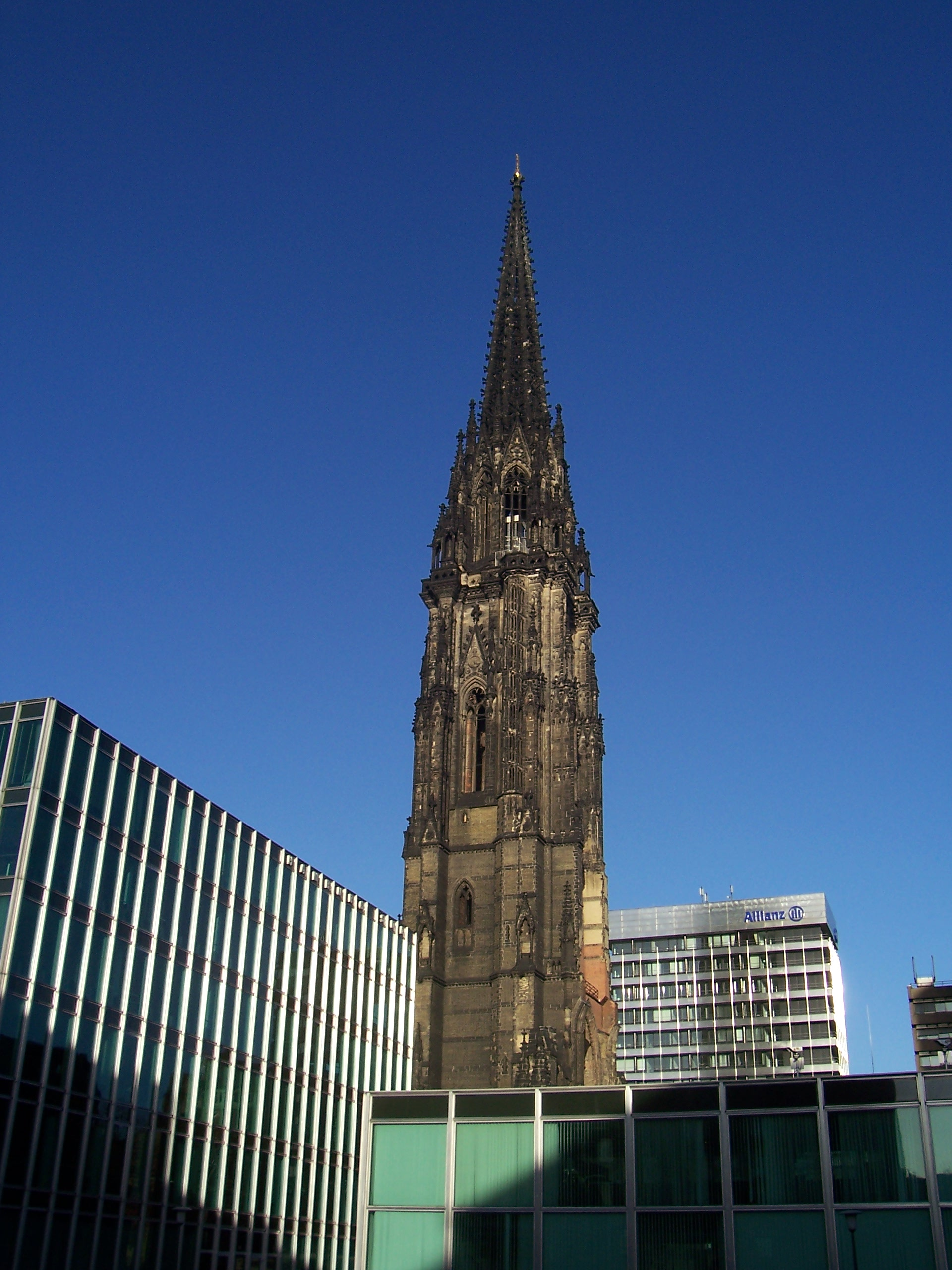
Il campanile della chiesa di San Nicola, distrutta durante la II guerra mondiale
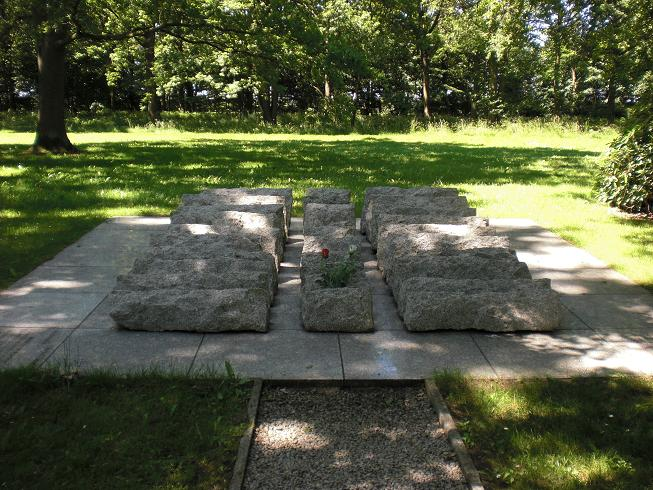
Monumento in ricordo dei deportati della rivolta di Varsavia nel 1944 di Jan de Weryha-Wysoczański
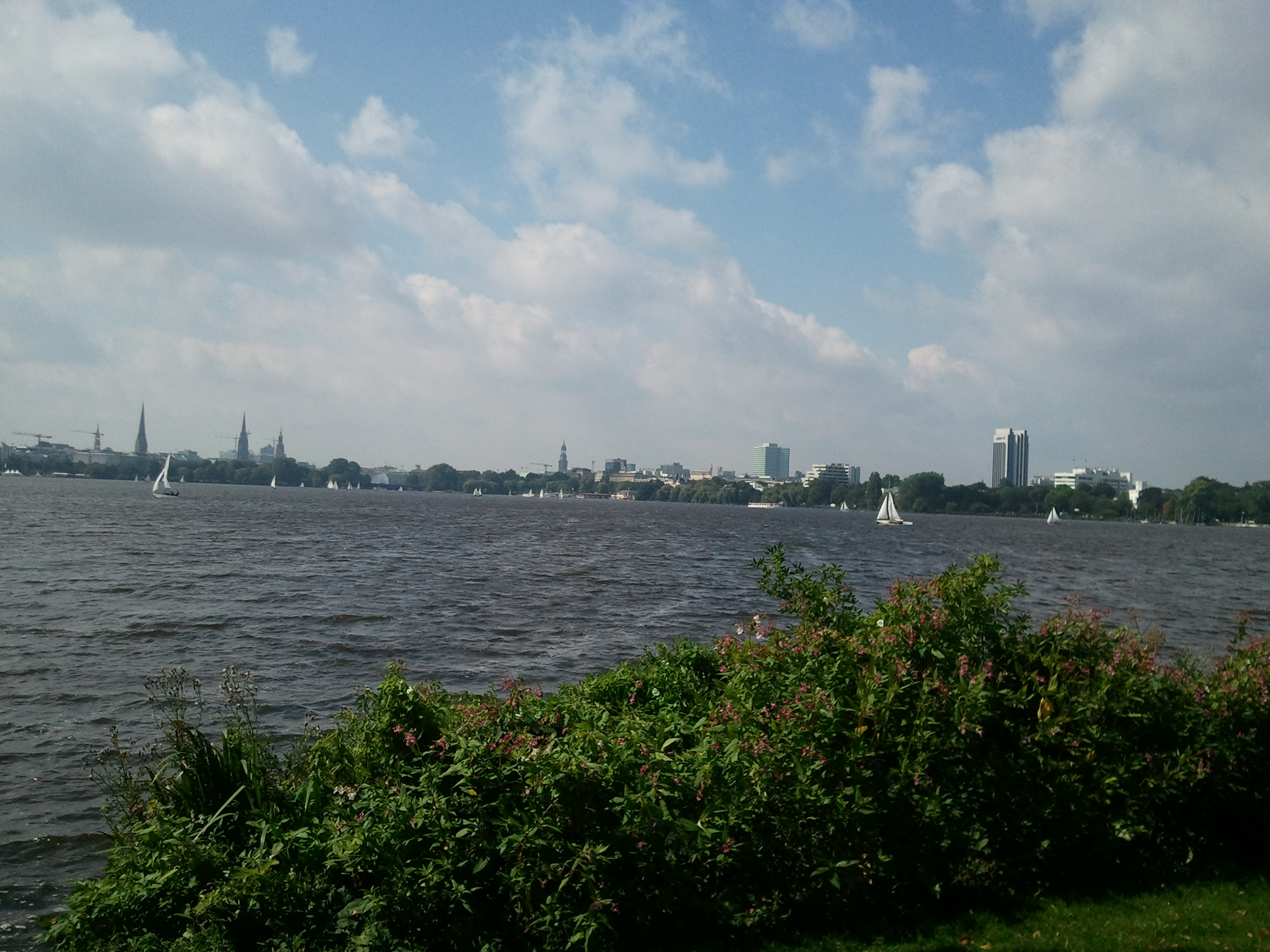
Vista di Amburgo dal Lago Außenalster